# Parapente

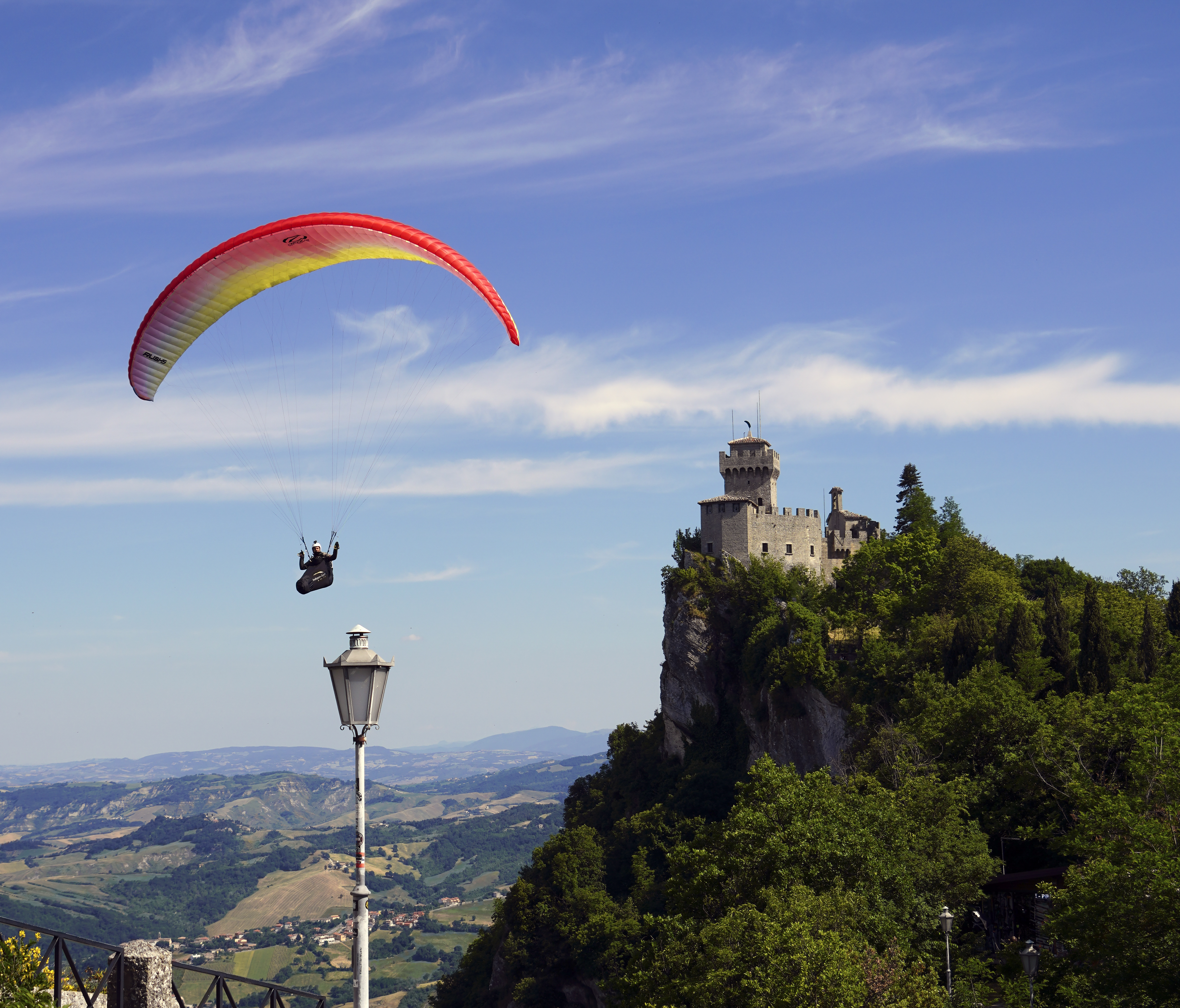
Un parapente en vol.

Le parapente est un aéronef dérivé du parachute, permettant la pratique du vol libre ou du paramoteur. De nos jours, son utilisation, qui constitue un loisir et un sport, est indépendante du parachutisme et se rapproche plus d'autres pratiques de sports aériens comme le deltaplane ou le vol à voile. Le mini parapente étend encore les possibilités de pratiques.

## Histoire

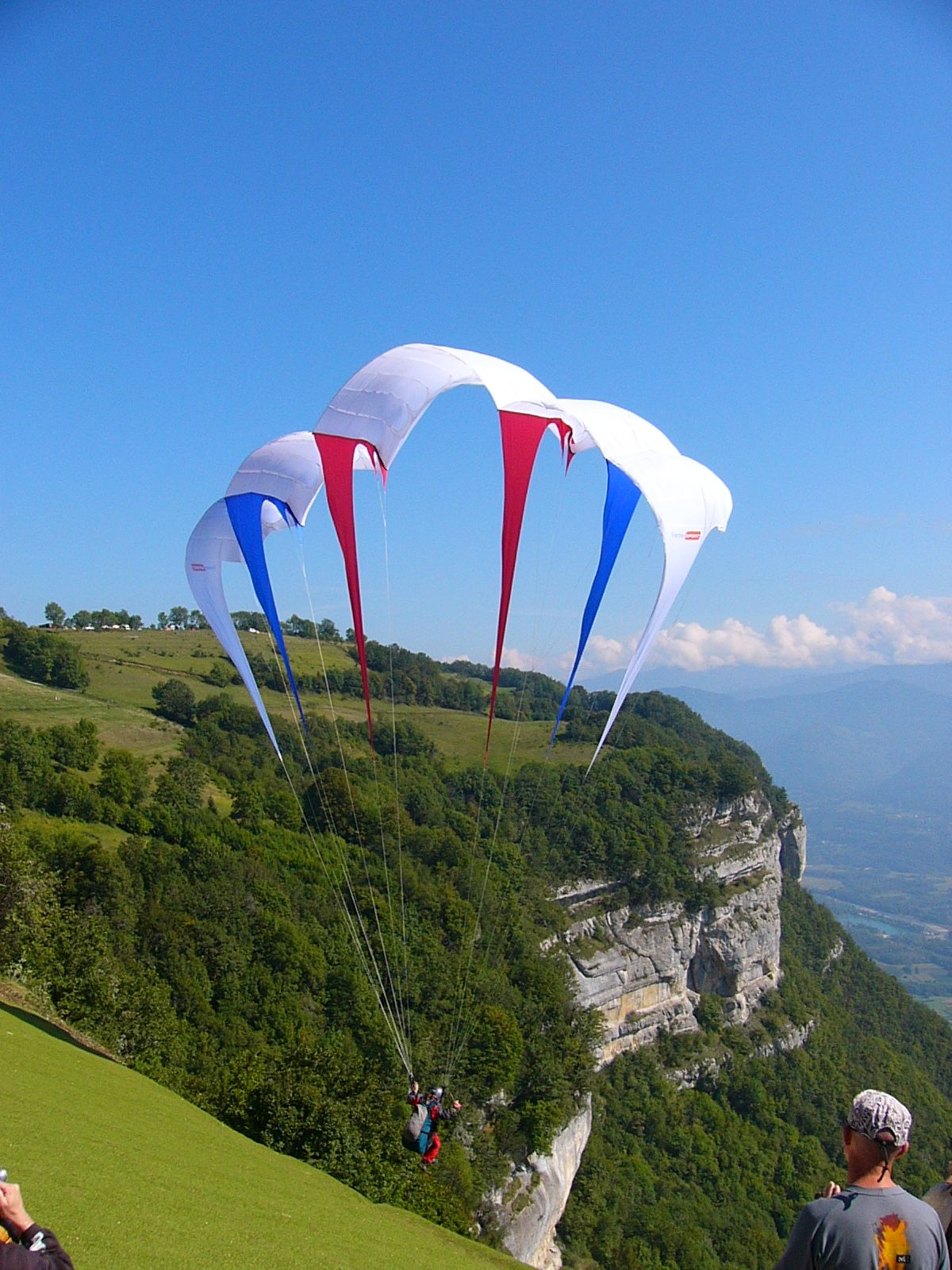
Réplique de la Sailwing de David Barish.

Forces intervenant en parapente.

L'histoire du parapente commence en 1965 avec la mise au point de la Sailwing par David Barish. Il nomme cette nouvelle discipline slope soaring (vol de pente). Parallèlement à cette invention, Domina Jalbert crée un parachute à caissons qu'il considère comme le remplaçant du parachute parabolique : le parafoil. Ce concept évolue vers la chute libre mais lègue au parapente les concepts de double surface et de caissons.
David Barish et Dan Poynter effectuent entre 1966 et 1968 des démonstrations du vol de pente sur un tremplin de saut à ski, puis partent en tournée dans des stations de ski. Quelques alpinistes commencent à s'intéresser à cette pratique y voyant un moyen rapide et efficace de redescendre après une ascension.
En 1971, Steve Snyder commercialise, aux États-Unis, la première voile à caissons sous le nom de Paraplane et c'est en 1972 que l'on trouve la première voile de ce type aux Championnats de France de parachutisme. À la fin des années 1970, il n'y aura plus que ce type de voile à ces Championnats.
En Europe, le Suisse Andréas Kuhn et l'Allemand Dieter Strassilla durant la saison de ski 1976/1977 utilisent un parachute à caisson de type « aile » et le transforment en allongeant les élévateurs, pour réaliser des « remontées » sur ski, et des descentes en « vol de pente ». Ce ne sont que des « petit » vols, mais l'idée est lancée ! C'est le début en Europe du parapente, 
Andréas invente une speed barre qui avec un seul point d'accrochage, permet au pilote d'être toujours centré sous sa voile, cette invention sera reprise pour le kitesurf.[réf. nécessaire]
En 1978, les membres du paraclub d'Annemasse en Haute-Savoie décident d'utiliser leurs parachutes pour décoller d'une montagne, le choix se porte sur la montagne du Perthuiset sur la commune de Mieussy. André Bohn, parachutiste compétiteur suisse de haut niveau, organise le premier décollage, Jean-Claude Bétemps teste le décollage et se repose tout de suite dans la pente, André Bohn décide alors de décoller pour se poser dans le fond de la vallée sur le terrain de football de Mieussy, c'est le premier vol en vol de pente. Jean-Claude Bétemps le suit et le lendemain et les jours suivants, Gérard Bosson ainsi que plusieurs membres du Para-Club d'Annemasse, Michel Didriche, Gérard Cantin, Marc Baruch, Daniel Marchal et quelques autres, à leur tour effectuent le vol historique. Le parapente est né, le Para-Club d'Annemasse devient le Fondateur du « Parapente ». Le 5 mai 1979, Gérard Bosson de Viuz-en-Sallaz, Georges Perret d'Annecy et Michel Didriche de Mieussy, créent le premier club au monde de parapente : « Les Choucas » (ce club est toujours en activité sur la commune de Mieussy).
Ils entraînent rapidement d'autres parachutistes avec eux pour pratiquer le « vol de pente », les premiers stages de formation sont organisés à Mieussy. Ils sont encadrés par Michel Sarthe, Michel Didriche, Gérard Bosson et Jean-Claude Bétemps. Ces stages sont ouverts aux parachutistes confirmés ayant la qualification « aile » FFP. Un peu plus tard, l'accès à la formation sera autorisé pour des « non pratiquants ». Marc Buffet et Jean-François Baudet de Mieussy, seront les deux premiers « piétons » formés à cette nouvelle discipline.
L'aide apportée par la Fédération française de parachutisme a permis de développer durant les premières années cette activité, en organisant et réglementant la pratique. La Fédération française de vol libre prend le relais en devenant la fédération délégataire, elle structure le mouvement parapentiste au sein du vol libre et permet un développement national et un accès à la pratique, grâce à ses nombreuses écoles de deltaplane converties au parapente. Depuis 1978, le parapente s'est développé dans le monde entier, des championnats nationaux et mondiaux, des coupes du monde réunissent les meilleurs pilotes et prouvent le dynamisme de cette discipline exigeante mais passionnante.
En 1985, Laurent de Kalbermatten invente « la Randonneuse », première voile conçue spécifiquement pour le parapente. Elle est plus performante et plus facile à gonfler que les parachutes utilisés jusqu'alors. Jean-Claude Bétemps en a dit que ce n'était qu'une copie d'un parachute à neuf caissons, mais le simple fait de changer le tissu pour qu'il soit non poreux et la matière des suspentes pour supprimer l'élasticité permit déjà de gagner un point de finesse. Le parapente ne cessera alors d'évoluer, tant au niveau du matériel qu'au niveau de la pratique : tout d'abord utilisé surtout par les alpinistes, le parapente devient un sport aérien à part entière.
Le principal attrait du « vol de pente » pour les parachutistes de l'époque résidait dans le fait que cette pratique leur permettait de s'entraîner à la précision d'atterrissage, sans avoir à utiliser l'avion, plus cher et moins pratique.
Les premiers championnats du monde de parapente ont lieu du 6 au 12 juillet 1987 à Verbier en Suisse.

## Matériel

Schéma 3D de parapente. L'extrados est en vert, l'intrados est en bleu et les ouvertures du bord d'attaque permettant au vent relatif de maintenir la pression interne sont en rose. Seules les suspentes B d'une demi-aile sont représentées.

Un parapente est composé d'une aile (parfois également appelée voile), à laquelle est suspendue la sellette par des suspentes.
Le pilote dispose de deux commandes pour manœuvrer ainsi que d'un dispositif d'accélération utilisable aux pieds (accélérateur) ou à la main (trim), et souvent d'un parachute de secours intégré soit à la sellette, soit en poche ventrale.
Il est également fortement recommandé de porter un casque pour la pratique de ce sport.

### Aile

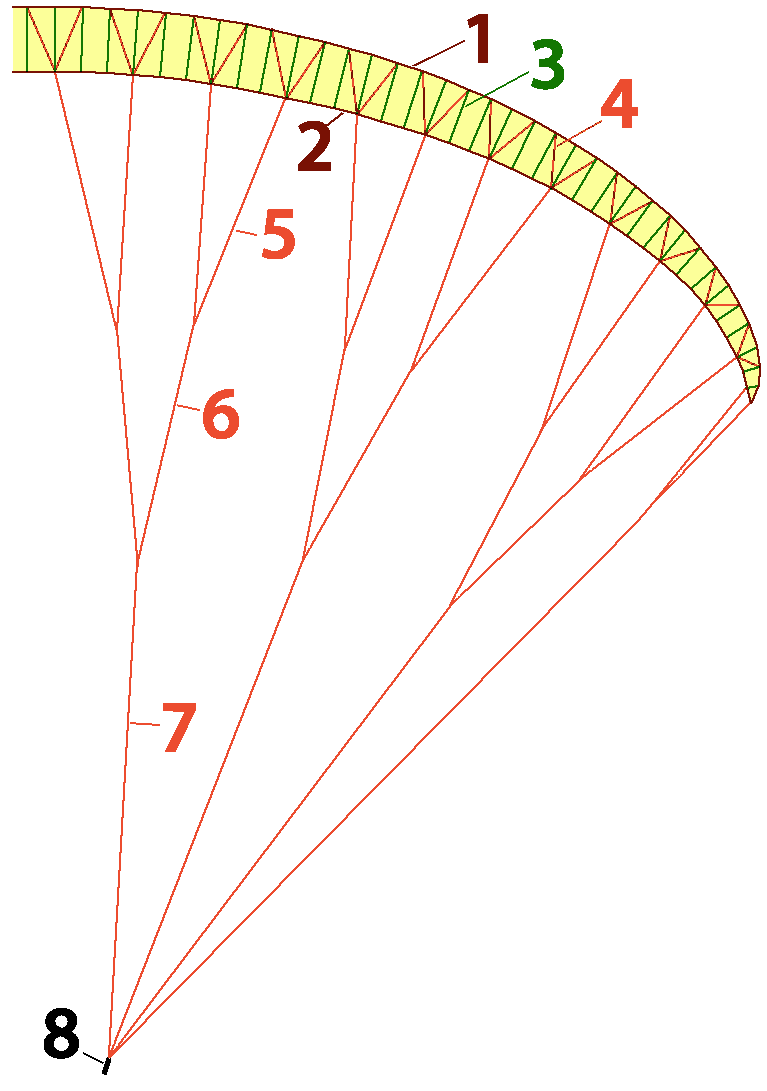
Schéma d'un parapente :
1. Extrados
2. Intrados
3. Nervure
4. Cloison diagonale interne
5. Suspente haute
6. Suspente intermédiaire
7. Suspente basse
8. Élévateur

L'aile est fabriquée à partir d'un tissu résistant et léger. Elle est composée de « caissons » dans lesquels l'air s'engouffre afin de lui donner sa forme. L'aile est profilée comme une aile d'avion, ce qui génère la portance du parapente. Cette force, qui s'oppose à la gravité, permet au parapentiste de ralentir sa chute (selon l'axe vertical) à environ 1 mètre par seconde alors que dans le même temps le parapente s'est déplacé horizontalement de 8 mètres pour un parapente d'initiation, à plus de 12 mètres pour les engins de compétition (soit une finesse de 8 à plus de 12).
L'avant de l'aile est appelé le bord d'attaque et l'arrière le bord de fuite. Le bord d'attaque est le côté par lequel l'air entre dans les alvéoles de l'aile.
On appelle « caisson » la partie de l'aile située entre deux points d'attache de suspentes et « alvéole » celle située entre deux cloisons internes.
La partie supérieure est appelée l'extrados et la partie inférieure l'intrados.

#### Aile mono-surface
Plusieurs constructeurs (Ozone, Niviuk, AirDesign) proposent des voiles mono-surface, c'est-à-dire des ailes ne comprenant qu'un plan porteur.
Il existe des plans open-source permettant de réaliser sa voile mono-surface à bas coût. Ce type de voile permet un allègement de la voile ainsi qu'un prix de revient inférieur,.

### Suspentes

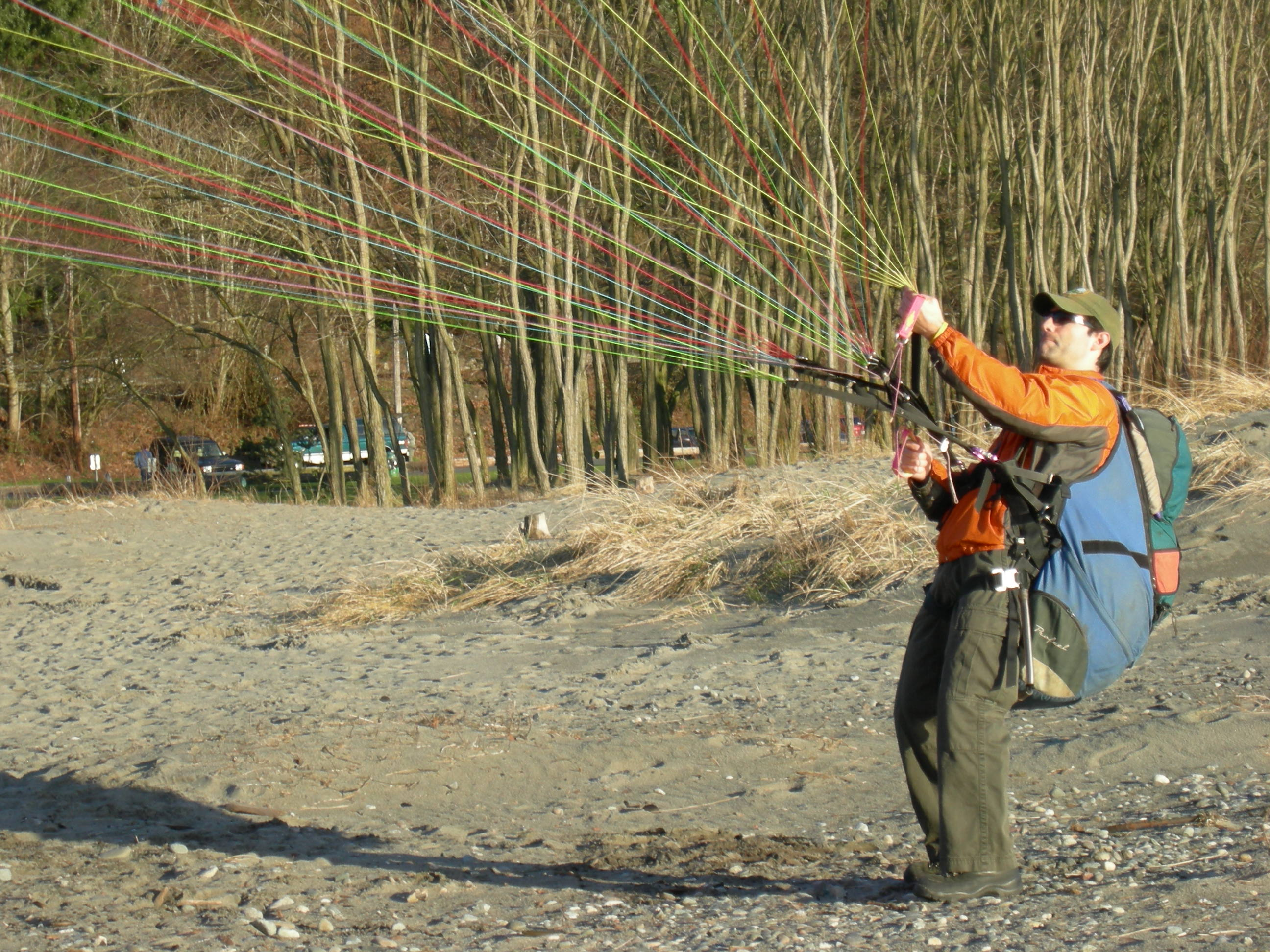
Manœuvre d'école au sol. Les suspentes, colorées selon leurs rôles respectifs, sont ici bien visibles.

L'aile est reliée à la sellette par les suspentes et les élévateurs. On parle alors d'un « cône de suspentage ». Les suspentes sont de fines ficelles dont le cœur était généralement constitué de kevlar (remplacé de nos jours par des matériaux tels que le dyneema qui sont des polyéthylènes moins fragiles) et qui sont attachées à de nombreux points de l'aile. Les suspentes ont deux fonctions :
- en raison des différentes longueurs de chacune d'elles, elles impriment un calage au profil de l'aile ce qui lui confère ses caractéristiques de vol ;
- les suspentes sont reliées par des maillons rapides à des élévateurs qui, eux-mêmes, sont reliés à la sellette par des mousquetons de sécurité. Une suspente peut supporter un poids d'environ 80 à 200 kg avant de se rompre[11]. La multiplicité des suspentes permet en théorie de supporter plusieurs milliers de kilogrammes. Les suspentes sont néanmoins fragiles, car les matériaux comme le kevlar supportent très mal les pincements, et il n'est pas rare que, au décollage, un accrochage dans une racine ou un caillou saillant entraîne la rupture de l'une d'entre elles.

Sur les ailes modernes, certaines suspentes sont colorées selon leurs emplacements sur l'aile, pour faciliter les manœuvres. Les freins (ou commandes) sont maintenant systématiquement mis à part, ainsi que les « A » (pour « avant », premières séries de suspentes en partant du bord d'attaque de l'aile), et ce même sur les voiles « école ». On distingue sur la photo les freins en rose, les avants en jaune simple, les deux séries de « B » (suspentes articulant le milieu de l'aile) en rouge et bleu, et les arrières en jaune fluo.
Le diamètre des suspentes et leur nombre ont une incidence directe sur la traînée et les performances d'un parapente. Plusieurs concepteurs travaillent à diminuer leur nombre et réduire leur diamètre. Certains modèles sont commercialisés avec trois, voire seulement deux, rangées d'élévateurs au lieu de quatre, permettant l'économie de plusieurs dizaines de mètres de suspente.
En compétition, les suspentes non-gainées sont utilisées depuis plusieurs années. Elles ont l'avantage d'être plus fines et d'opposer moins de résistance à l'air, mais elles sont plus fragiles du fait de l'absence de gaine protectrice.

### Commandes (ou freins)
Les commandes (aussi appelées freins) sont les poignées qui permettent de diriger le parapente et de gérer sa vitesse par le contrôle de son incidence. Il y en a deux, une à gauche et une à droite, chacune reliée à une drisse, elle-même reliée à quelques suspentes cousues sur sa partie du bord de fuite. Tirer sur les commandes abaisse le bord de fuite, ce qui augmente l'incidence et la portance, ce qui provoque une diminution de vitesse par effet de trainée. Enfoncer les commandes signifie aller jusqu'au décrochage de la voile.
Les commandes ont autant un rôle en gestion de la vitesse air du parapente que directionnel. Les commandes ont aussi un rôle actif dans la gestion des turbulences, voir #Sécurité active.
La tenue des commandes peut se faire en poignée de chasse d'eau, dragonne ou encore avec des tours de freins.
Les pilotes de voltige en parapente utilisent souvent des boules ou des barres pour avoir une meilleure prise sur les drisses.

### Accélérateur
L'accélérateur est un dispositif constitué d'une barre actionnée par les pieds reliées aux élévateurs permettant de modifier l'incidence de l'aile. Cette modification d'incidence permet au parapente de gagner de la vitesse, mais elle rend l'aile plus sensible aux turbulences. Généralement, l’usage de l’accélérateur dégrade la finesse, la meilleure finesse étant obtenue généralement bras haut. Cependant, l’usage de l'accélérateur peut améliorer la finesse sol, par exemple lorsque le pilote se retrouve dans la situation où il est contré par un fort vent de face.
|  |  |  | 1. Suspentes 2. Boucle d'attache à la sellette 3. Crochet d'accroche à la ficelle du barreau 4. Ficelle principale 5. Poulies de renvoi 6. Sangles de redistribution de la traction 7. Boucle de renvoi |

En général, l'accélérateur permet un gain de vitesse de l'ordre de 10-15 km/h pour la plupart des parapentes de série, portant leur vitesse maximale aux alentours de 50 km/h. Les ailes de compétition actuelles dépassent les 60 km/h lorsqu'elles sont accélérées à leur maximum.

### Trim
L'afficheur (trim) en parapente fonctionne sur le principe du compensateur utilisé sur les avions et planeurs. Il s'agit d'un dispositif permettant de modifier la longueur des élévateurs arrières afin de modifier le calage de l'aile. Ainsi, lorsqu'on ouvre les trims, on allonge les élévateurs arrière, ce qui réduit la courbure du profil de l'aile et modifie son incidence. Les performances du système de trim sont comparables à celles d'un accélérateur. Toutefois, étant moins commodes à utiliser, puisqu'il faut lâcher les commandes pour faire le réglage, les trims sont de moins en moins utilisés. Par contre, les trims peuvent être réglés avant le décollage pour s'adapter aux conditions de vent, alors que l'usage de l'accélérateur à pied, lui, n'est pas possible dans cette phase. On trouve encore des trims sur les parapentes biplace pour lesquels l'installation d'un accélérateur n'est pas toujours possible, et sur la plupart des ailes montagne.

## Pilotage
Le pilotage s'articule en trois points :
- maîtriser la direction ou cap (droite ou gauche) ;
- maîtriser l'équilibre de la voilure (interaction avec l'aile), principalement en tangage et roulis, puis aussi indirectement en lacet ;
- maîtriser la propulsion (accélérer ou freiner).

### Vitesse
Le parapentiste peut faire varier la vitesse de l'aile en actionnant les deux freins en même temps.
- Freins relâchés, le parapente volera à sa vitesse maximum, cette vitesse peut être augmentée en utilisant l'accélérateur ou des trims.
- La meilleure allure est généralement celle de la finesse maximale, c'est-à-dire le meilleur compromis entre taux de chute (vitesse de chute à l'intérieur de la masse d'air, qui peut elle-même se déplacer vers le haut ou le bas) et vitesse horizontale. C'est à la finesse maximum que le parapentiste peut aller le plus loin (il faut, cependant, tenir compte du vent et adapter sa vitesse : plus vite face au vent et inversement). Elle est obtenue par une certaine position des freins et dépend des caractéristiques aérodynamiques de l'aile.
- En freinant davantage, le régime de taux de chute minimum est atteint. C'est là que la vitesse verticale par rapport à la masse d'air est la plus basse.
- Si le parapentiste ralentit encore sa vitesse, son taux de chute augmente et il risque le décrochage ; il s'agit d'une perte de la portance due à un angle d'incidence trop élevé, résultant souvent d'une vitesse trop faible : l'aile ne vole plus (sa vitesse horizontale est nulle). L'aile reprendra de la portance en diminuant progressivement le freinage. Cette sortie du domaine de vol est encore plus délicate à gérer avec une aile performante qu'avec une aile d'apprentissage.

### Virage

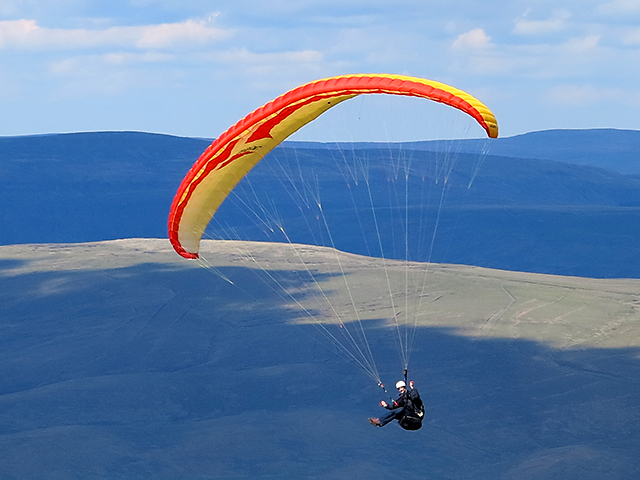
Virage en parapente sur l'Ingleborough en Angleterre.

Deux éléments complémentaires permettent de faire tourner l'aile : le pilotage sellette et l'action sur les commandes.
Si l'on descend une commande, le bord de fuite s'abaisse de ce côté d'aile, l'incidence augmente ce qui augmente grandement la portance et traînée induite mais moindrement la traînée de forme. En réaction, cette moitié d'aile ralentit ce qui enclenche le virage de l'aile.
La réalité fine du pourquoi et du comment du virage en parapente semble très complexe et divise les spécialistes, mais cette description schématique n'en est pas moins exacte : avec la plupart des ailes, cette action sur une commande de frein suffit à obtenir un virage bien coordonné entre les axes de lacet (rotation dans le plan horizontal) et roulis (pendule dans le plan latéral).
Il est également préférable de déplacer son poids dans la sellette avant d'actionner la commande : cette action incline l'aile essentiellement selon l'axe de roulis et du côté où l'on se penche.
Cela peut être utile soit pour rectifier un virage désaxé par la turbulence, soit pour optimiser le virage ou son déclenchement sous certaines ailes mal coordonnées au frein seul (enraye l'effet de roulis inverse), soit pour forcer un virage avec beaucoup de roulis initiant une descente rapide, ou au contraire un virage en lacet seul (dit « virage à plat ») limitant la dégradation du taux de chute due au virage et permettant parfois de mieux exploiter les thermiques faibles et larges.
Il existe d'autres moyens pour mettre un parapente en virage. En voici une liste non exhaustive :[réf. nécessaire]
- les poignées de commande
- appui sellette pour décharger une demi-aile
- piloter aux arrières
- Utiliser l’accélérateur et/ou les trims asymétriquement
- tirer sur une suspente de stabilisateur

## Décollage

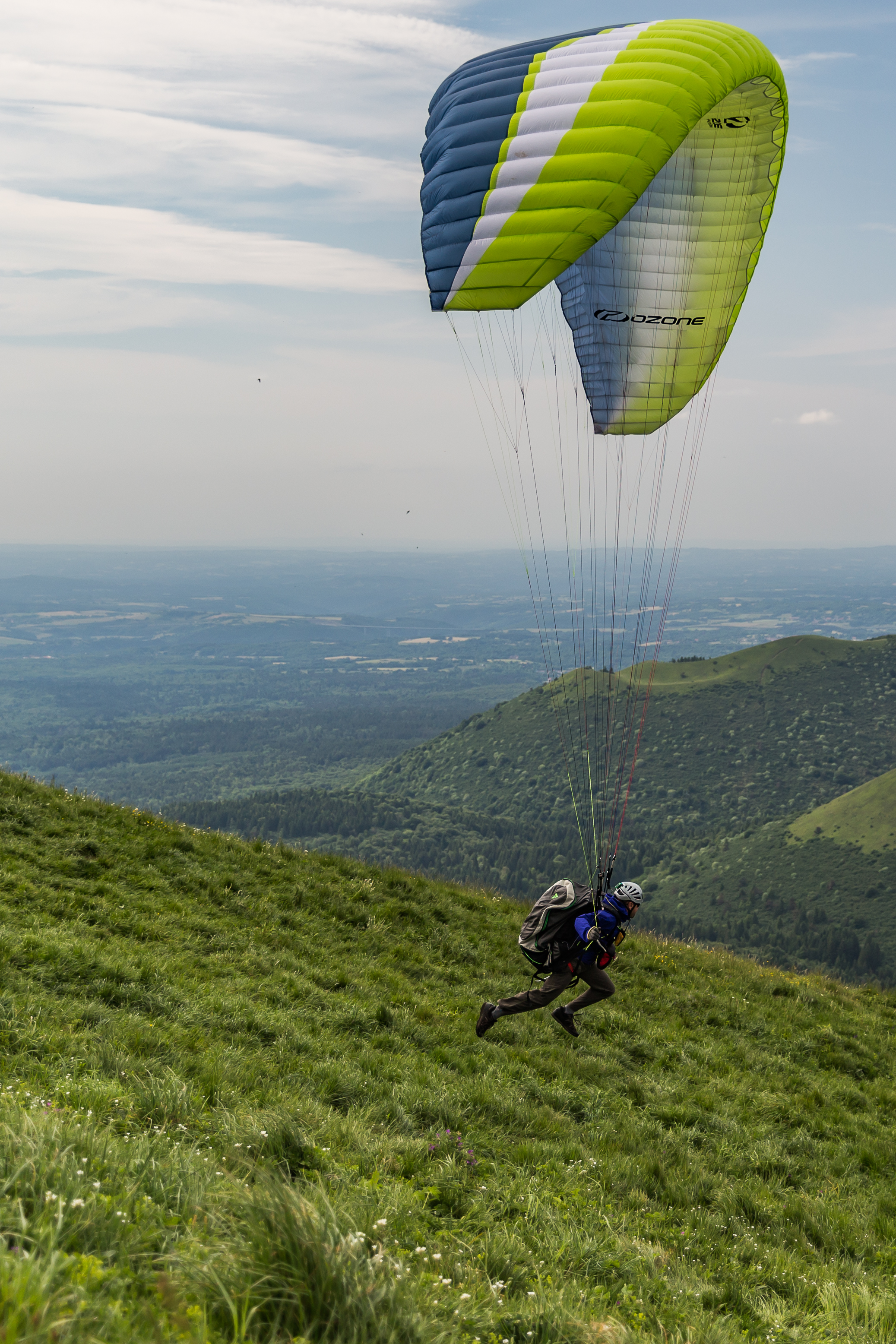
Parapentiste en phase de décollage dans une pente depuis le puy de Dôme en Auvergne, France.

Le décollage s'effectue en général dans une pente.
Le parapentiste place son aile à terre, bien étalée (en forme de corolle) et face à la pente. Il s'installe dans sa sellette en veillant bien à respecter les vérifications d'usage (check-list comme en aviation : points d'accrochages de la sellette, casque, radio, pas de clé dans les suspentes et parachute de secours (aiguille et poignée)). Il faut qu'il y ait un léger vent qui remonte la pente face à lui pour lui faciliter le décollage et que les conditions météorologiques soient adaptées.
Quand toutes ces conditions sont réunies, il peut commencer la phase de gonflage, qui consiste à tirer sur les élévateurs vers l'avant, ce qui a pour effet de lever la voile au-dessus de sa tête, de façon qu'elle soit en état de vol, pour pouvoir ensuite décoller, soit en courant dans la pente (décollage dynamique), soit en utilisant l'aide du vent (on parlera alors de décollage statique, le pilote n'ayant pas à se déplacer pour créer la vitesse relative).

### Treuillage

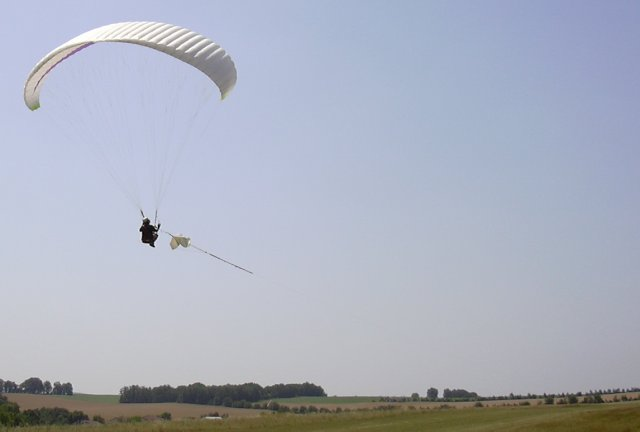
Treuillage d'un parapente.

On peut aussi décoller en étant tracté par un engin à moteur. Cela peut être un treuil au sol ou un dévidoir sur un véhicule. Cette technique est employée dans les plaines, et demande une mise en œuvre et des connaissances spécifiques.
Notamment, tout écart latéral du pilote par rapport au plan de tracté peut conduire à un verrouillage, le système voile/treuil étant par nature instable latéralement dès qu'il est sous tension.

### D-bag
Le D-bag, abréviation de deployment bag, consiste à sauter dans le vide depuis un parapente biplace, une montgolfière ou un hélicoptère, la voile étant pliée dans un sac, prête à se libérer et gonfler. Cette technique transpose le parachutisme à la voltige en parapente. Elle fut expérimentée en 2007 par Christophe Waller et Éric Viret. Elle peut aussi être adaptée depuis un pont, un hélicoptère ou une montgolfière.
Une variante est le roll-over où la voile pend dans le vide, le pilote sautant par-dessus.

## Atterrissage

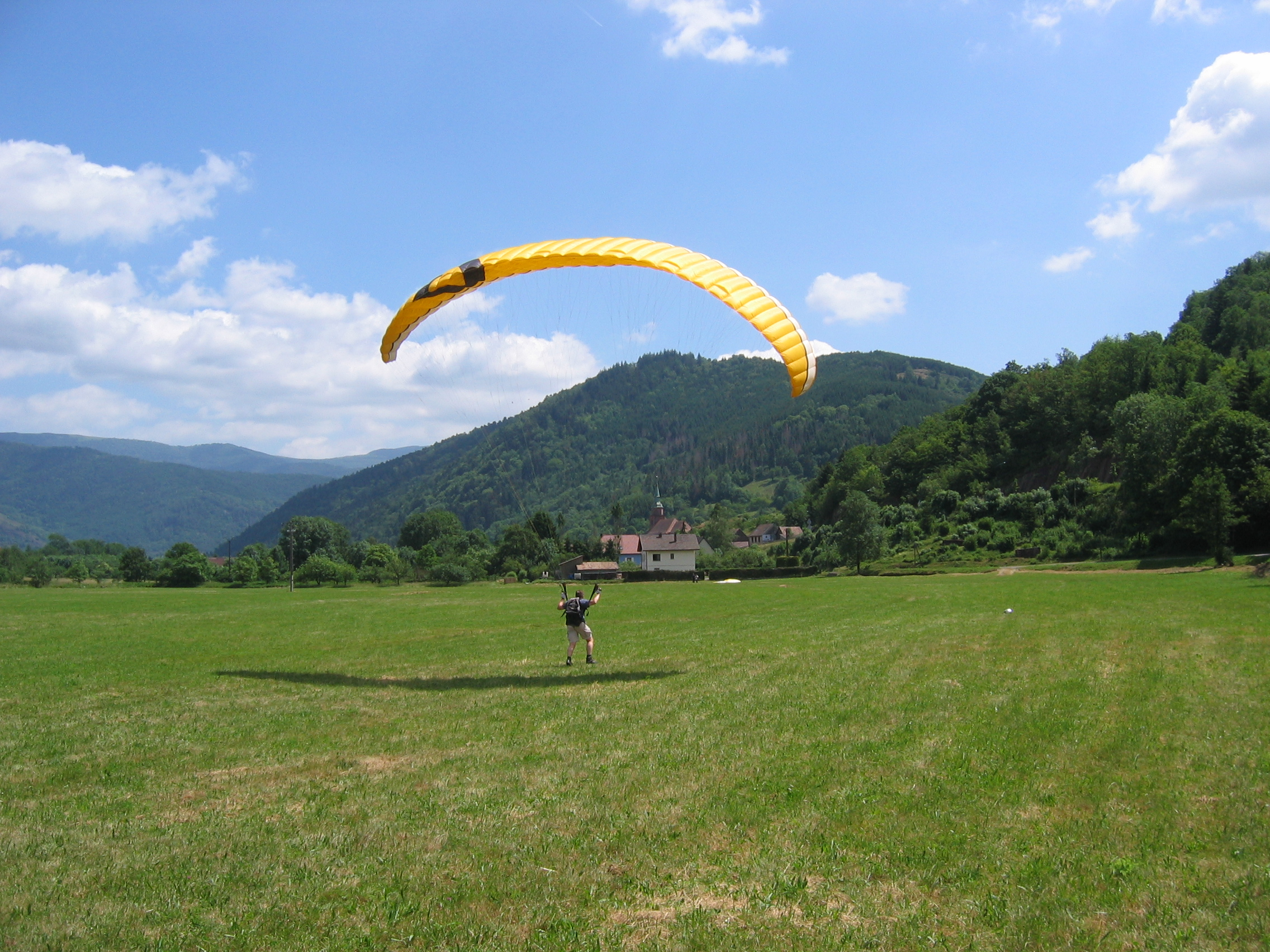
Atterrissage d'un parapente.

Dès qu'on a acquis les bases du décollage et avant de profiter des joies du vol, il faut d'abord apprendre à atterrir, exercice délicat en parapente. En effet, il faut être capable d'atterrir quasiment n'importe où et dans n'importe quelles conditions. En parapente, le principe de l'atterrissage ressemble à son homonyme en avion.
Avant d'avoir décollé, il faut déjà avoir prévu où l'on peut atterrir, sauf en vol de distance.

### Phase d'approche
La première phase de l'atterrissage est l'approche. La manœuvre d'approche commence à un point et à une altitude qui dépend de la configuration du terrain et des conditions météorologiques dont le vent. L'objectif final de cette manœuvre est de se retrouver dans une trajectoire face au vent et face au point d'atterrissage choisi et à une distance et une altitude qui vont permettre d'arriver en touchant le sol à l'endroit désiré.

### Phase finale
Dans la dernière branche (appelée aussi la finale), il faut être face au vent pour que sa vitesse par rapport au sol soit la plus faible possible, pour une vitesse air la plus grande possible. En effet, plus la vitesse air est élevée, plus la marge de sécurité par rapport au décrochage est grande. Ainsi, le pilote pourra manœuvrer jusqu'à l'arrêt sans risquer un décrochage. Arrivé à environ deux mètres du sol, on tire progressivement sur les freins jusqu'à les avoir le plus bas possible (mains en dessous des hanches lors du touché des pieds). Cette action convertit la vitesse/air de l'aile (énergie cinétique) en altitude (énergie potentielle), et fait donc remonter légèrement le pilote ; idéalement, le freinage est dosé de telle façon que l'altitude soit simplement constante (en palier). Au sommet de l'arrondi, la vitesse horizontale par rapport au sol est quasiment nulle, et la voile devrait décrocher à ce moment-là. Si la manœuvre a bien été exécutée, à ce moment le parapentiste touche le sol et atterrit comme une fleur. Il continue de freiner son aile pour qu'elle tombe à terre. Il dégage alors la piste d'atterrissage et va soigneusement plier son aile sur le côté de la piste pour qu'elle soit prête pour un prochain vol.
En cas de vent fort, pour éviter de se faire trainer en arrière au sol, il faut affaler la voile en provoquant une fermeture frontale ou une fermeture asymétrique.

### Autres techniques
Il existe également des techniques de voltige incluant l'atterrissage, qui consistent à faire des séries de virages très engagés afin de perdre très vite de l'altitude. (Voir 360) Le dernier virage avant de toucher le sol doit être exécuté de telle manière que le parapentiste décrive une trajectoire qui annule complètement sa vitesse horizontale et verticale : toute erreur de trajectoire se solde par la collision à grande vitesse avec le sol. Cette technique n'est pas seulement délicate pour celui qui la pratique mais aussi pour les parapentistes qui sont en phase d'approche, ou les spectateurs en bordure de terrain.
Car l'avantage des PTU et des PTL est de pouvoir faire atterrir dans les meilleures conditions de sécurité possibles toute une série de parapentistes relativement rapprochés, qui peuvent ainsi se partager clairement les espaces de perte d'altitude, d'approche et de finale.
Une autre technique pour perdre de l'altitude se nomme « faire les oreilles » (Voir Faire les « oreilles ») :

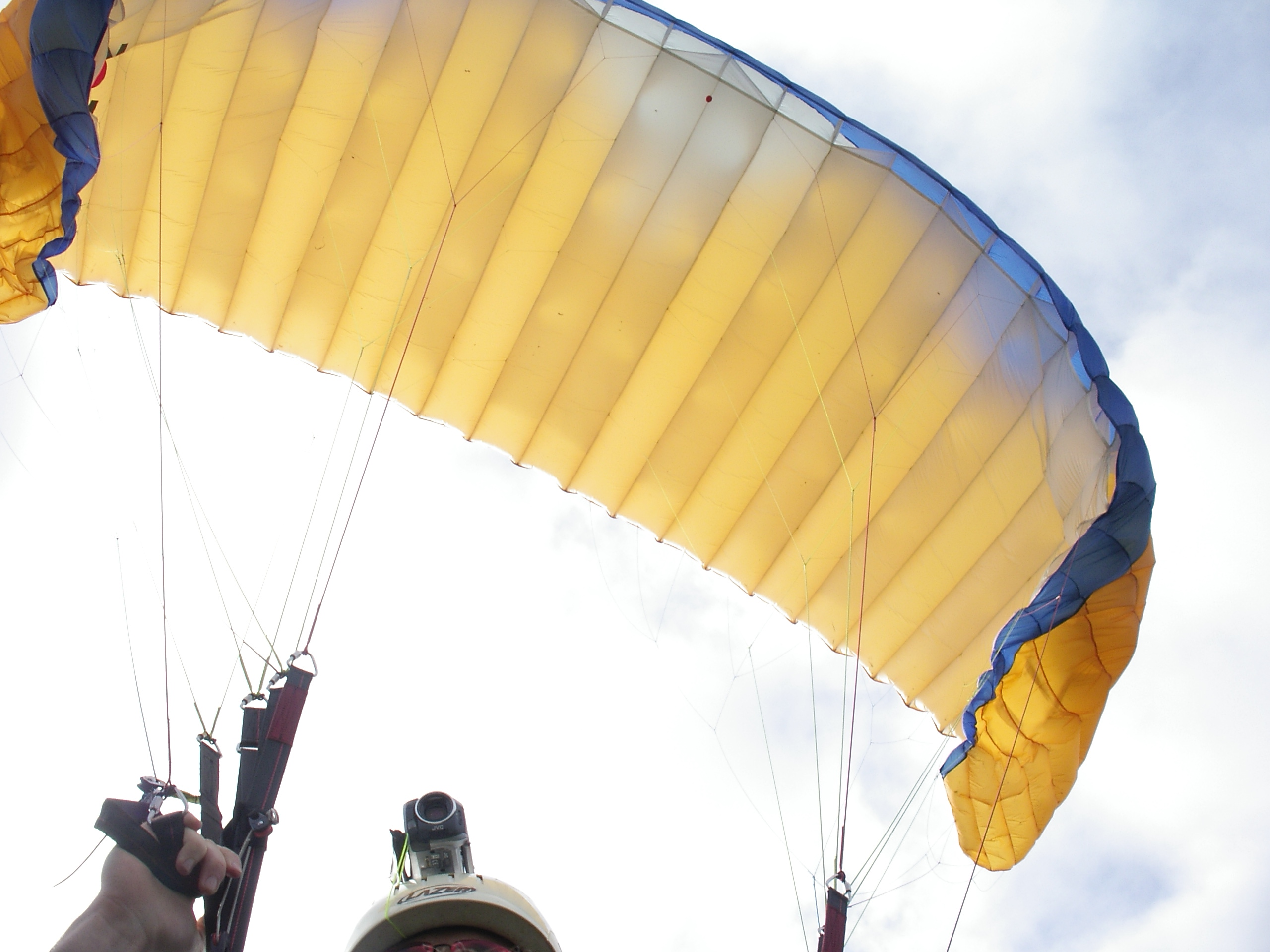
Oreilles d'un parapente.

- les « petites oreilles » ou simplement « oreilles » : il faut tirer les deux suspentes avant (A) latérales reliées à chaque extrémité de l'aile. Cette manœuvre utile en vol pour descendre modérément, elle doit être utilisée avec grande circonspection pour atterrir car elle augmente les risques de décrochage, très dangereux près du sol, en augmentant l'incidence (cf. ci-dessus). Une parade à ce risque est de l'utiliser conjointement à l'accélérateur, et de rouvrir l'aile avec beaucoup de précautions (les grands coups de frein pour favoriser la réouverture sont à bannir).
- les « grandes oreilles » : technique à utiliser avec beaucoup de prudence, en cas de risque majeur (brusque levée du vent, approche d'un orage…). Il faut cette fois tirer les 2 premières suspentes A (donc 4 au total) de chaque côté. La descente est beaucoup plus rapide qu'avec les petites oreilles. Le parapente est d'autant plus difficile à piloter, et le risque de décrochage est encore accru.

Dans les deux cas, l'action simultanée sur l'accélérateur est conseillée : elle accroît l'efficacité de la figure, en augmentant le taux de chute, et elle éloigne le risque du décrochage.
Quelle que soit la technique des oreilles utilisée, le pilote ne peut plus piloter avec les commandes. Pour faire les virages, il peut uniquement agir sur la sellette - sachant que la maniabilité de l'aile est parfois fortement modifiée (problème d'instabilité spirale, entre autres), cette technique se prête plus facilement au vol droit.

## Vol
Le parapentiste qui voudra progresser apprendra à utiliser les courants ascendants afin de remonter et prolonger son vol. Il existe deux types de courants ascendants : les « courants dynamiques » et les « courants thermiques », qui bien souvent se mélangent, et qui ne sont bien sûr jamais aussi simples dans la réalité que tels qu'on les modélise.

### Vol thermique

Ascendance thermique.

Le vol thermique consiste à utiliser des courants d'air ascendants (appelés « thermiques », « ascendances », « pompes » ou « bulles ») pour monter.
L'aérologie fait appel à quelques notions physiques :
- l'air chaud moins dense est plus léger que l'air froid ;
- si l'on considère la différence de température moyenne entre celle au niveau de la mer et celle au niveau de la tropopause, divisé par la hauteur, on obtient une diminution moyenne de la température de la masse d'air avec l'élévation de l'altitude de 0,65 °C tous les 100 m ;
- le soleil réchauffe de manière négligeable l'air directement mais le soleil réchauffe le sol de manière variable selon sa nature qui lui ensuite chauffe l'air au contact du sol par conduction ;
- lorsqu'une masse d'air au contact du sol est suffisamment réchauffée, sa densité baisse, elle devient plus légère et s'élève si elle est entourée d'air plus froid ;
- cette « bulle » d'air s'élève aussi longtemps que l'air environnant est plus froid ;
- la « bulle » elle-même se refroidit non pas du fait du contact avec de l'air plus frais avec l'altitude mais du fait qu'avec l'altitude, la pression baisse, la bulle se dilate donc, la dilatation d'un gaz provoque son refroidissement à raison d'environ 1 °C tous les 100 m de manière invariable (le gradient thermique adiabatique vaut g/cP où g = 9,806 5 m/s2 est l'accélération de la gravité et cP = 1 006 J/kg/K est la capacité thermique massique de l'air à pression constante) ;
- si l'on prend l'hypothèse que le refroidissement de la masse d'air est de 0,65 °C / 100 m (valeur non fixe, on peut avoir un refroidissement suivi d'une remontée puis d'un autre refroidissement suivant le brassage de la masse d'air), la bulle d'air au départ plus chaude mais se refroidissant plus vite que la masse d'air en moyenne, on peut imaginer donc que la bulle d'air finira par trouver un seuil où elle atteindra la température de l'air environnant et s'arrêtera donc de s'élever. On atteint donc le sommet de la colonne thermique ; en fait, la masse d'air ayant dans la réalité un refroidissement variable, le thermique aura donc un plafond variable ;
- « thermique bleu » : un thermique bleu est une colonne d'air ascendant qui n'atteindra jamais le niveau de condensation et qui ne se matérialise donc pas dans le ciel ;
- « thermique blanc » : la bulle d'air quitte le sol et s'élève ; au départ, elle a un taux d'hygrométrie (humidité contenue dans l'air) relative de x % ; l'air chaud accepte plus d'humidité que l'air froid, la bulle se refroidissant en s'élevant, l'humidité relative de la bulle augmente donc avec l'altitude ; lorsque l'humidité relative atteint 100 %, il y a condensation, c'est la base du nuage ; la condensation libérant de la chaleur, la bulle d'air se refroidit moins vite, ce qui peut accroître la différence de température avec l'air environnant la bulle, et par la même accentuer l'ascension de la bulle ; il se forme un nuage convectif de type cumulus et si la masse d'air le permet jusqu'à un cumulonimbus. On notera que les cumulus congestus et a fortiori les cumulonimbus sont extrêmement dangereux pour les parapentistes. En outre, la réglementation interdit (en général) le vol dans les nuages.

Les libéristes décrivent des spirales en vol, ils centrent leur trajectoire circulaire sur le thermique afin de rester dans le courant d'air ascendant.

### Vol dynamique

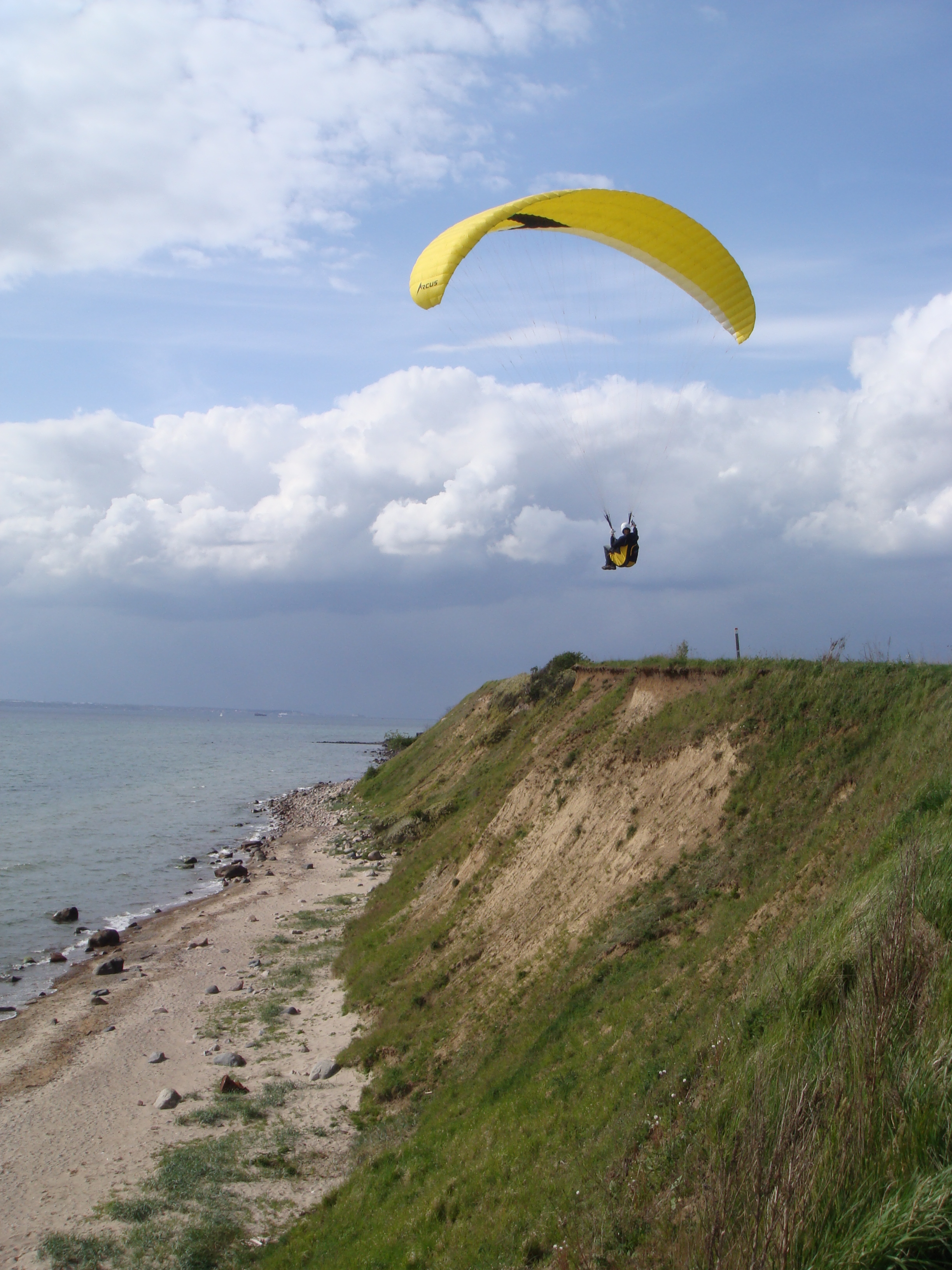
Parapente profitant de la brise de mer pour effectuer du vol de pente le long d'une falaise.

À la différence du vol thermique, le vol dynamique ne requiert pas le réchauffement du soleil pour l'exploitation d'ascendances.
Le vol dynamique (soaring) ou vol de pente consiste à utiliser le vent lorsqu'il rencontre un relief (falaise, montagne…). Face à cet obstacle le vent prend une trajectoire à composante verticale pour le surmonter et crée une zone ascendante dans laquelle les parapentes peuvent monter.
Cette technique est très populaire le long des côtes où la brise de mer rencontre un relief escarpé. Le site de vol de pente le plus célèbre de France (et le plus fréquenté) est la dune du Pilat sur la côte atlantique. Un flux de vent convecto-dynamique, permet également des vols en dynamique, de même que le vent du nord : la bise. D'autres exemples sont : Mieussy en flux de sud-ouest et Valmorel en vent de nord-ouest à nord-est.

### Instruments

#### Radiocommunication
La radiocommunication permet d'être en relation avec d'autres pilotes, d'être encadré par des moniteurs en école ou encore d'écouter les balises indiquant en général la force (moyenne/maxi) et la direction du vent, parfois la couverture nuageuse, la température et l'humidité. Ces balises sont implantées par les clubs ou la Fédération française de vol libre.
En France, la fréquence radio de 143,987 5 MHz en FM est exclusivement réservée à la pratique du vol libre (deltaplane, parapente, etc.), et ne doit donc pas être utilisée pour des messages personnels.

#### Altimètre

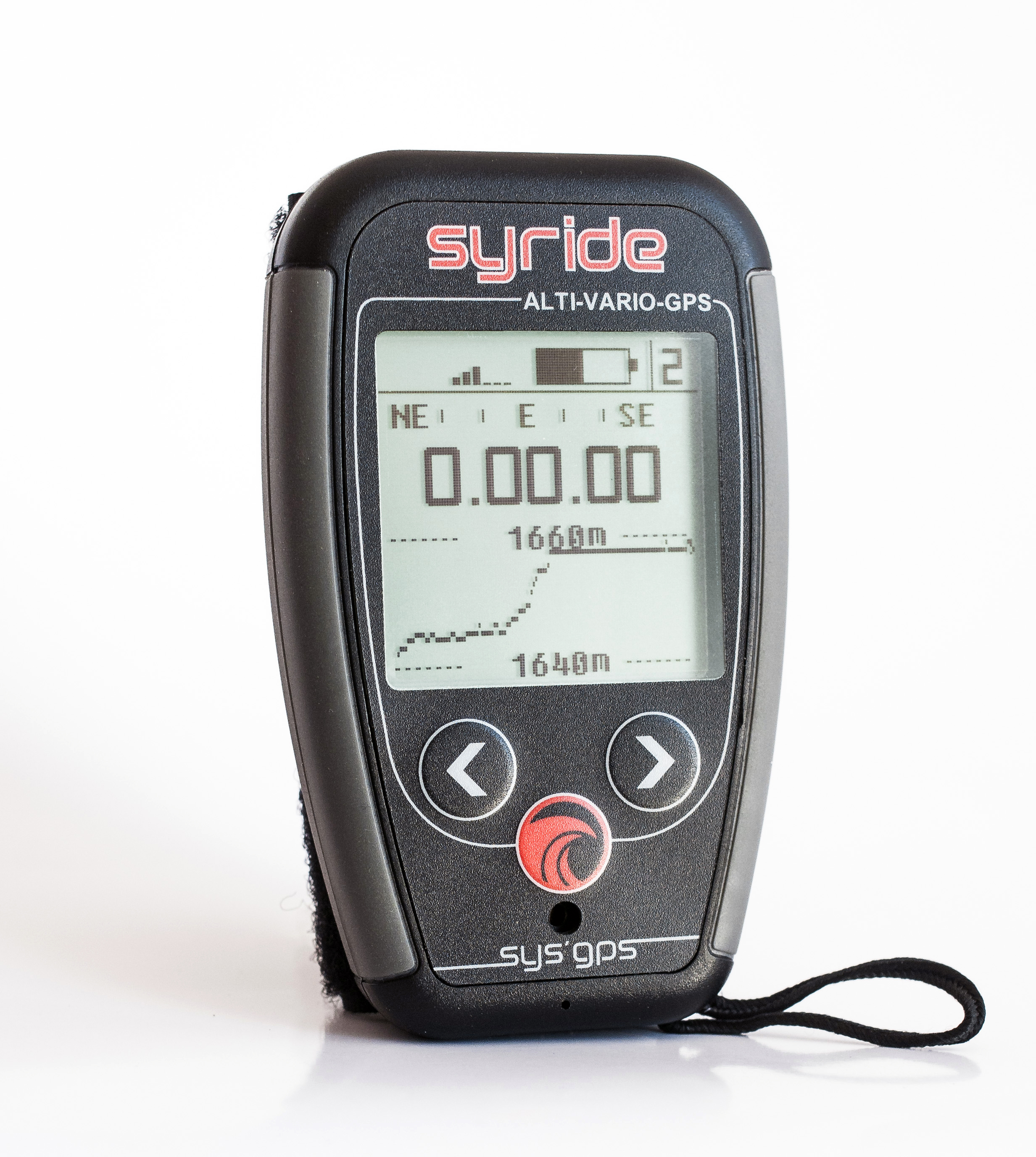
Un Alti-Vario GPS pour parapente.

L'altimètre indique, grâce à la mesure de la pression atmosphérique, l'altitude à laquelle on se trouve. Souvent couplé avec le variomètre, cela fait un alti-variomètre. Réglé au moment du décollage sur l'altitude locale, ou réglé à 0, il permet de connaître soit l'altitude absolue, soit l'altitude par rapport au point de décollage. C'est particulièrement utile pour mesurer la possibilité de revenir au point de départ pour se poser.

#### Variomètre
Le variomètre indique (grâce à la mesure des différences de pression) la vitesse verticale (en mètres par seconde). Cela permet de savoir si l'on monte ou si on descend et à quelle vitesse. En effet, en l'absence de repères visuels et d'accélération, il est impossible de connaître le sens de déplacement vertical du parapente. Ainsi, lorsque le pilote s'éloigne du relief ou qu'il traverse une zone turbulente, il discerne difficilement s'il monte ou s'il descend, et l'instrument devient fort utile.

#### GPS
Devenu obligatoire en compétition, puisque c'est sa trace qui sert à valider les parcours des compétiteurs, le GPS indique également la position des balises (ou point de contournement) que le compétiteur doit franchir, à l'image des bouées dans les régates nautiques. Relié à un alti-vario, il permet également d'obtenir des données tactiques, comme l'altitude minimum à obtenir pour pouvoir atteindre la prochaine balise en plané ou la ligne d'arrivée.
En dehors de la compétition, le GPS permet de connaître sa position, ce qui peut-être très utile lors de récupération en pleine campagne, ou s'avérer vital en cas de déclenchement de secours. Il permet également de connaître sa vitesse par rapport au sol et d'en déduire la vitesse du vent.
De façon plus anecdotique, le GPS permet, en déchargeant ses traces sur un ordinateur, de partager ses vols avec d'autres pilotes ou bien de les revivre devant son ordinateur, d'analyser ses options tactiques et de préparer ainsi les prochains vols.

#### Afficheurs connectés
Outre les montres connectées et smartphones qui peuvent afficher les données de navigation, depuis les années 2020, les parapentistes disposent de nouveaux outils comme les lunettes connectées à affichage tête haute.

### Règles de priorité

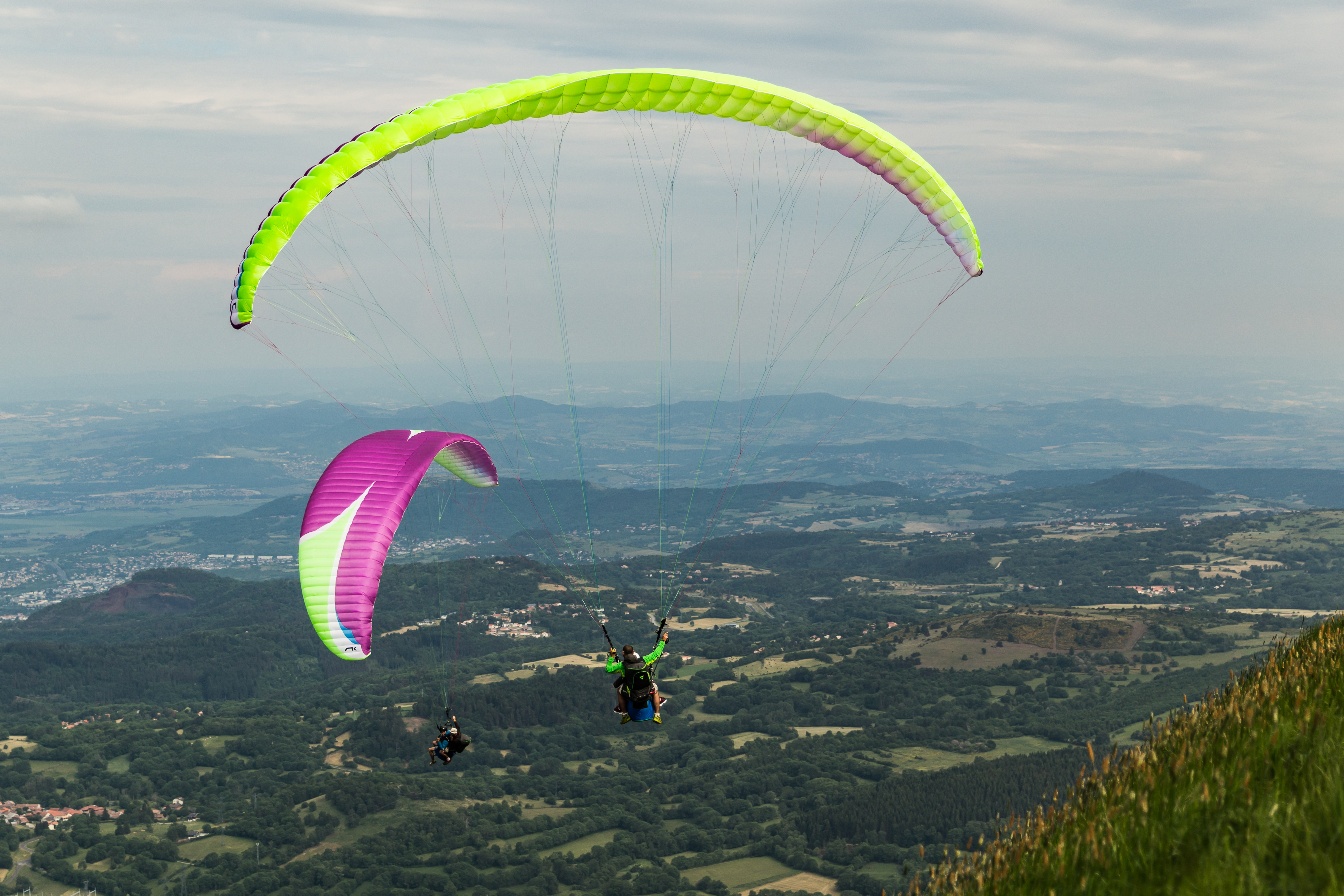
Parapentistes sur le puy de Dôme en France.

Les règles de priorités entre les différentes catégories d'aéronefs sont les suivantes (du plus prioritaire au moins prioritaire) : ballons non dirigeables (montgolfières), planeurs, ballons dirigeables, avions motorisés. Les montgolfières ont la priorité sur les planeurs, les planeurs ont la priorité sur les ballons dirigeables, et ainsi de suite.
Les Planeurs ultra légers (ou PUL) de vol libre appartiennent à la catégorie des planeurs. La suite de cette page concerne uniquement les priorités entre les aéronefs de cette catégorie (planeur, parapente, cage de pilotage, deltaplane, etc.).
Lorsque le relief ne constitue pas un obstacle, les règles suivantes s'appliquent :
- l'aéronef avec l'altitude la plus faible - et donc le moins de marge de manœuvre et aucune visibilité de ce qui se passe au-dessus de son aile - a la priorité ;
- deux aéronefs doivent se croiser par la droite (chacun tourne vers sa droite pour éviter la collision) ;
- lorsque deux aéronefs sont sur une trajectoire convergente, celui qui vient de la droite a la priorité (comme en voiture). L'autre doit alors tourner du côté de son choix pour laisser le passage. Souvent, tourner à gauche laisse plus de marges pour cette manœuvre car les deux aéronefs volent alors dans la même direction et ont une faible vitesse relative l'un par rapport à l'autre ;
- le dépassement doit toujours se faire par la droite ;
- le sens de rotation dans le thermique est décidé par le premier planeur à y rentrer. Les suivants doivent tous tourner dans ce même sens. Dans un thermique comme ailleurs l'aéronef avec l'altitude la plus faible a la priorité, ce qui implique que si un aéronef en dessous de vous monte plus vite, vous devez vous écarter et éventuellement sortir temporairement du thermique pour le laisser passer.

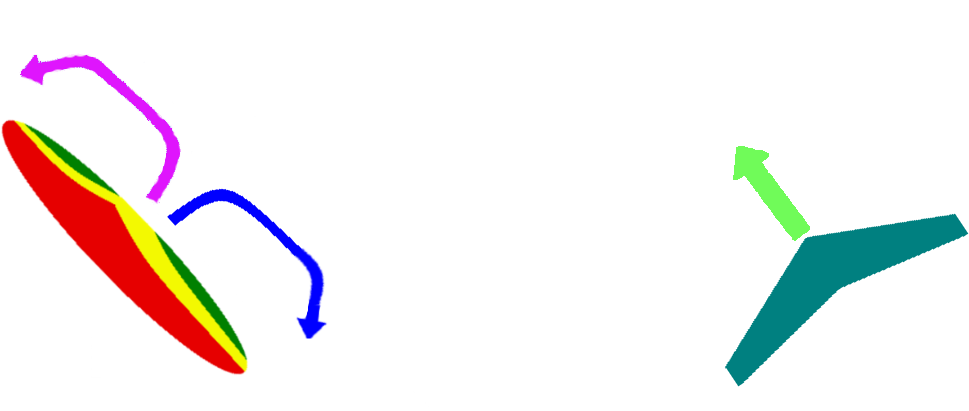
Priorité à droite.
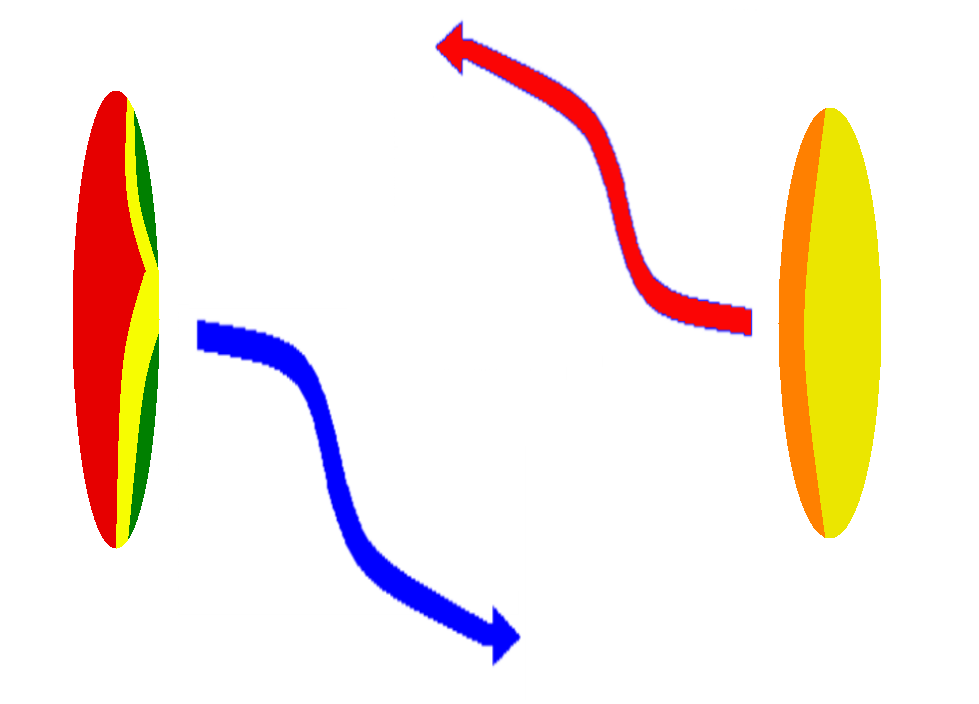
Priorité d'évitement.
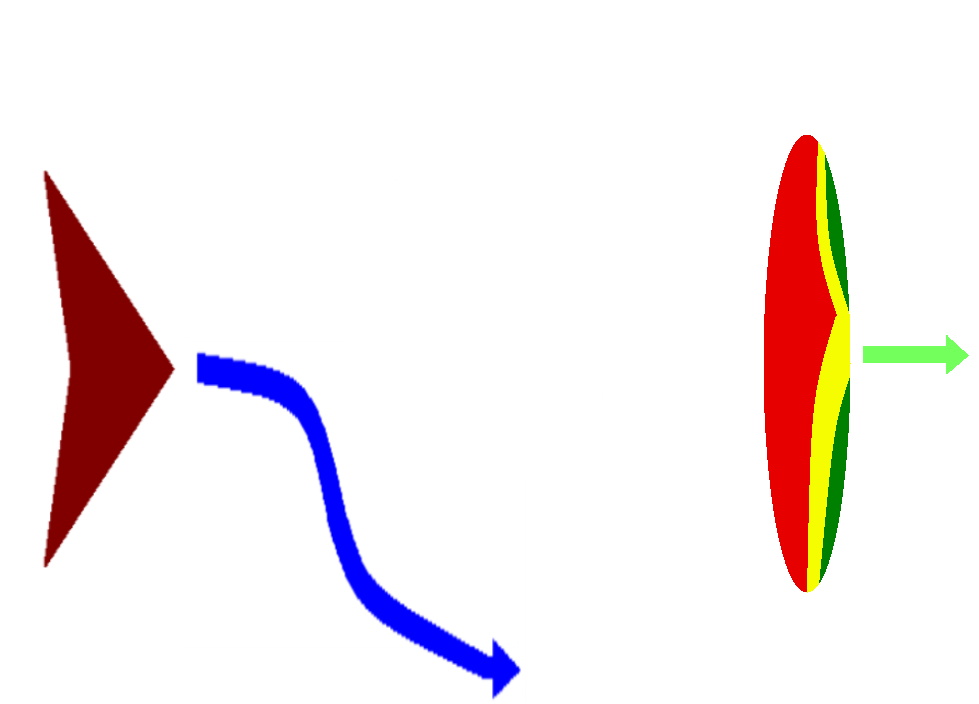
Priorité de dépassement.
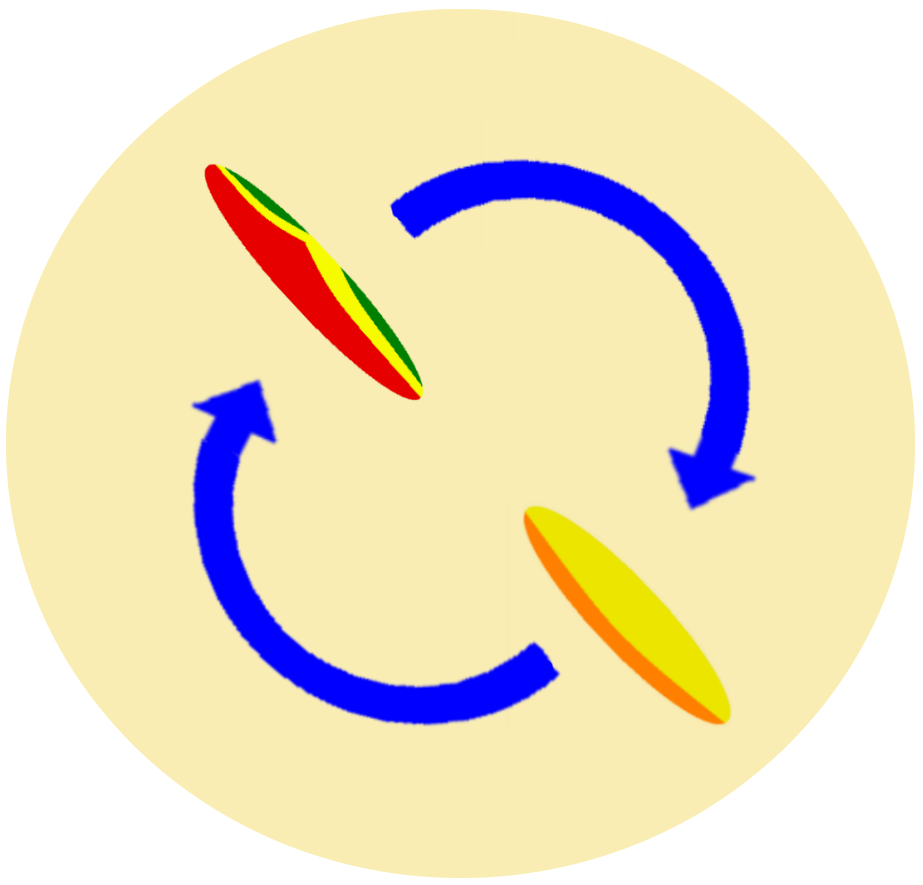
Priorité en thermique.

À proximité du relief et à même altitude, l'évitement se fait toujours par la droite. Le PUL ayant le relief à sa droite ne pouvant pas tourner, il a la priorité. L'autre doit s'écarter du relief pour laisser passer le premier. Le dépassement est interdit.

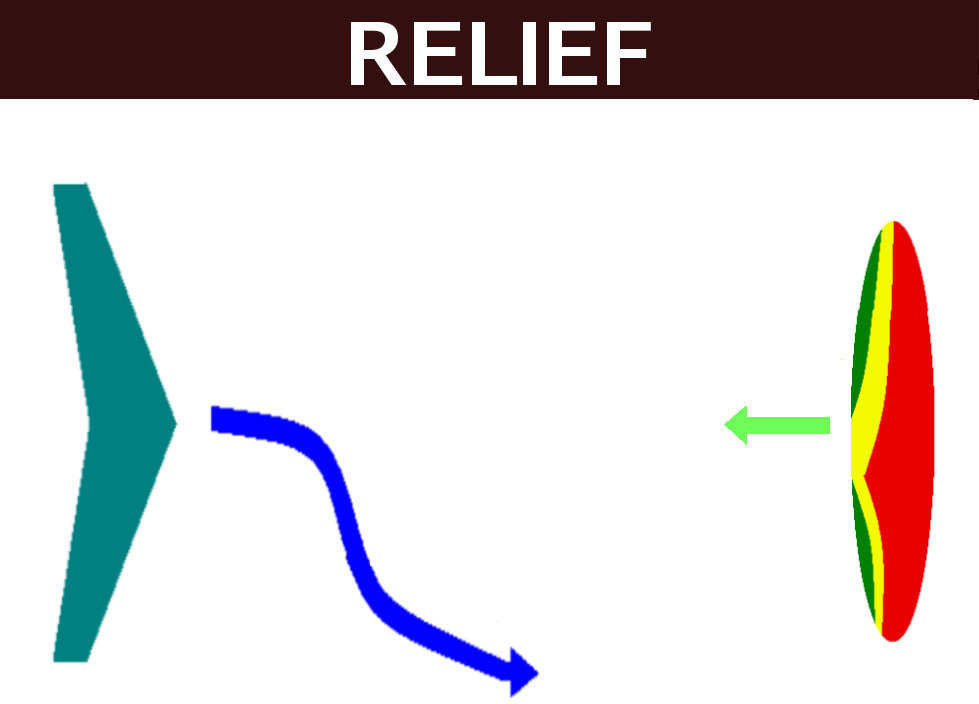
Priorité avec relief.
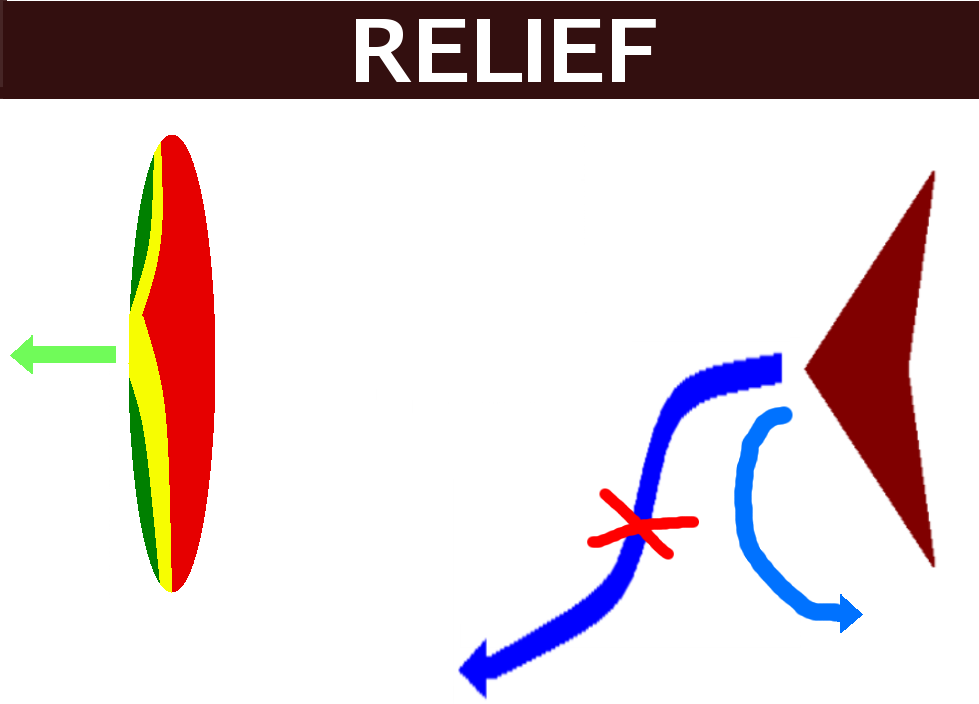
Dépassement interdit le long d'un relief.

### Marche et vol, Vol bivouac
Le « marche et vol » ou vol-rando consiste à combiner la randonnée et le parapente. Le vol bivouac est une pratique qui consiste à voyager sur plusieurs jours en utilisant uniquement un parapente et la marche à pieds tout en transportant de manière autonome l'équipement nécessaire pour le voyage.
Il existe des compétitions représentant ces pratiques telles que la X-Alps et la X-Pyr. Certaines ailes et sellettes de parapentes sont spécialement conçues pour ces pratiques.

## Sécurité

### Sécurité active
La sécurité active concerne les actions du pilote pour la sécurité :
- bonne maîtrise du décollage et de l'atterrissage ;
- pilotage en turbulences ;
- gestion des trajectoires et du relief pendant le vol ;
- analyse des conditions de vol ;
- bonne formation ;
- bonne condition physique et mentale. Connaissance des facteurs humains en relation avec les sports aériens. Vision, altitude/pression et physiologie, stress : conscience et gestion des facteurs stressants, schéma à risque, etc. ;
- vérification régulière du matériel ;
- en cas d'atterrissage sous un parachute de secours, la position du pilote préparant l'impact est importante, il doit être semi fléchi, les jambes serrées, genoux et chevilles en contact, les bras et avant bras protégeant le thorax et les mains protégeant la face, le dos légèrement voûté, la tête dans les épaules.

### Sécurité passive

Parachute de secours.

La sécurité passive concerne l'ensemble des éléments matériels ayant un rapport avec la sécurité :
- le port du casque ;
- le port de chaussures montantes ;
- l'utilisation de protections sur la sellette (airbag ou mousse) ;
- la possession d'un parachute de secours ;
- l'adéquation entre le niveau du pilote et son matériel ;
- utilisation d'une radio (sur les fréquences adéquates).

### Homologations
Le domaine du parapente est couvert par les normes
du Comité Européen de Normalisation (CEN) suivantes : 
- EN 926-2 (08-2005) : tests en vol
- EN 926-1(10-2006) : tests en résistance des structures
- EN 1651 : test de charge des sellettes (c.-à-d. pas de test des protections passives)
- EN 12491(06-2001) : test des parachutes de secours.
- EN 966 (05-1996) : casques de sports aériens

(ou EN 1077 (09-1996) : casques de ski alpin, pour les très petites tailles de casques (enfants) n'ayant pas d'équivalence EN 966)
Les 4 catégories résultant des tests en vols sont résumées. Un parapente reçoit la catégorie maximale[pas clair] rencontrée dans ses tests.
| Catégorie | Caractéristiques de vol | Niveaux de pilotage requis |
| --------- | --- | --- |
| A         | Parapente avec sécurité passive maximale et caractéristiques de vol extrêmement tolérantes. Forte résistance aux sorties du domaine de vol normal.                                       | Pour tous pilotes y compris en phase d'apprentissage. |
| B         | Parapente avec bonne sécurité passive et caractéristiques de vol tolérantes. Résistance moyenne aux sorties du domaine de vol normal.                                                    | |
| C         | Parapente avec sécurité passive modérée et réactions potentiellement vives à la turbulence et aux erreurs de pilotage. Le retour au vol normal peut nécessiter un pilotage précis.       | Pour pilotes entraînés aux techniques de sortie du domaine de vol, au pilotage actif, qui volent de manière régulière, et comprennent toutes les implications d'un parapente ayant une sécurité passive réduite.                      |
| D         | Parapente aux caractéristiques de vol exigeantes, avec réactions potentiellement violentes à la turbulence et aux erreurs de pilotage. Le retour au vol normal exige un pilotage précis. | Pour pilotes très entraînés aux techniques de sortie du domaine de vol, au pilotage très actif, ayant une forte expérience du vol en conditions turbulentes, qui comprennent et acceptent toutes les implications d'un tel parapente. |

La Commission Internationale du Vol Libre (CIVL) de la  Fédération Aéronautique Internationale défini aussi une catégorie CCC (CIVL Competition Class). Cette catégorie permet de participer à des compétitions avec une aile qui ne dispose pas de certification EN 926-2.

### Dangers
Malgré la relative impression de sécurité sous un parapente, il existe des dangers :
- Les turbulences représentent un danger, surtout à proximité du relief. Elles peuvent dévier la trajectoire du parapente, augmentant les risques de collision, ou entraîner une sortie du domaine de vol : fermeture ou décrochage (cf. ci-dessous). Leurs conséquences peuvent être évitées par un pilotage actif, visant à garder une incidence constante à l'aile (à réserver aux pilotes entraînes : mal exécutée, cette technique peut aggraver les dangers qu'elle vise à prévenir), et surtout en choisissant des zones moins turbulentes.

- La situation météorologique et son évolution doivent être analysées au décollage puis constamment lors du vol. Le pilote doit également observer le développement thermique, qui peut conduire à la formation de gros nuages de type convectif comme des cumulonimbus. Le danger provient alors des fortes rafales de vent sous le nuage et aux alentours, et le risque est de se faire aspirer dans le nuage.

- Des lignes électriques ou les câbles d'un téléphérique peuvent présenter un danger de collision. Ils sont en effet très peu visibles en l'air et il est important de les repérer avant de décoller.

- Des collisions avec d'autres aéronefs sont possibles. Pour les éviter au maximum, il existe des règles de priorité. En cas de collision, le parachute de secours est quasiment toujours la seule issue.

D'une façon générale, la plus grande source de danger est représentée par le relief lui-même. En effet, la plupart des incidents de vol sont sans conséquences tant que l'on est loin au-dessus du sol, et les quelques incidents irrécupérables peuvent alors se gérer avec le parachute de secours.
C'est souvent la combinaison d'un incident de vol parfois bénin et de la proximité du relief qui crée l'accident.

#### Incidents de vol
La fermeture est une spécificité du parapente. En effet, le parapente possède une aile à structure souple. Des variations transitoires du vent relatif peuvent entraîner une diminution de l'angle d'incidence du parapente, et ainsi conduire à un repli du bord d'attaque sur l'intrados. La portance est diminuée et la traînée augmentée.
Une fermeture asymétrique ne concerne qu'un côté de l'aile et la déséquilibre latéralement ; une fermeture symétrique ou frontale freine l'ensemble de l'aile.
Avec la plupart des ailes modernes, hors ailes de compétition, une fermeture asymétrique même importante n'est plus qu'un incident : l'altération de cap reste minime, et un peu de correction à la sellette (action de reporter activement son poids sur la partie restée ouverte de l'aile sans toucher aux freins) suffit à rouvrir l'aile spontanément. De même, une fermeture frontale se rouvre spontanément, sans demander d'action de pilotage particulière.
Les dangers des fermetures résident dans une action intempestive ou inadéquate du pilote sur les commandes, ralentissant une aile déjà freinée par la fermeture et générant un décrochage (cf. ci-dessous) de la partie ouverte, aux conséquences souvent graves (abattée oblique très ample, re-fermeture, et ainsi de suite…). Il s'agit du surcontre, que l'on peut éviter en restant « bras hauts » lors de l'incident, ce qui est plus difficile à faire qu'à dire compte tenu d'un réflexe courant de se « retenir » aux commandes lors de la sensation de chute générée par le début de la fermeture.
Le décrochage est un phénomène bien connu dans toute l'aviation : lorsque l'incidence augmente trop, les filets d'air viennent de sous le profil et non pas devant lui ; ils n'arrivent alors plus à contourner tout le profil, l'écoulement y devient turbulent, la portance s'annule.
Il est spécifiquement dangereux en parapente du fait des mouvements importants de pendule en tangage (pendule avant-arrière) qu'il engendre, et notamment de l'abattée de sortie qui peut être très importante, allant dans de rares cas jusqu'à la chute dans la voile.
Sa prévention est simple, en évitant autant que possible les basses vitesses (taux de chute mini ou moins) en turbulences. La conjonction d'une vitesse basse mais dans le domaine de vol (notamment en approche d'atterrissage), et d'une turbulence accroissant l'incidence est à l'origine de la plupart des incidents de vol graves, hors surcontres (cf. ci-dessus).

#### Facteur de charge
Lors d'une mise en virage engagé (en), un parapente peut se trouver dans une situation de spirale, stable ou instable, en quelques secondes ;
le pilote subit un nombre de gs important, pouvant aller jusqu'au voile noir, et il lui est impossible d'enrayer la spirale.

### Accidentologie
Même si la pratique du parapente est classée, en France, dans les sports à risque, les avancées technologiques ont significativement réduit le nombre d'accidents depuis les années 1980. Il y a eu 13 accidents mortels en France en 2013 (ainsi qu'en 2012) pour environ 40 000 pratiquants soit un taux d'accident mortel d'environ 0,033 % par an.
Les accidents ont des causes variées : 
- mauvaise réception à l'atterrissage sous voile ou sous secours,
- collision entre pratiquants,
- problème pendant la course d'envol et retour à la pente,
- sortie du domaine de vol due à sur-pilotage et/ou aérologie trop forte…

Un facteur aggravant est la mauvaise condition physique du pratiquant, qui semble aller avec le vieillissement de la population de pratiquants.
Globalement, l'utilisation d'un parapente inadapté à son niveau, et le vol trop près du relief en conditions turbulentes, restent les dangers principaux pour le pratiquant. Finalement, la survenue d'un accident est souvent liée à une accumulation d'erreurs et/ou à l'accumulation de nouveautés, par exemple voler avec une nouvelle voile, sur un nouveau site dans des conditions turbulentes.
Les accidents impliquent proportionnellement au nombre de pratiquants plus de volants expérimentés que de volants d'un niveau « moyen ». Les accidents en école sont encore plus faibles, les élèves étant bien encadrés et prudents. Il convient, cependant, de modérer ce constat, car les pratiquants de bon niveau volent plus que les pratiquants débutants, et le risque statistique d'être accidenté est donc plus fort.

### Traumatologie
Les accidentés sont souvent polytraumatisés et polyfracturés avec une particulière fréquence des lésions du rachis (35 à 62 %) et des membres inférieurs (36 à 55 %).
On constate plus d’accidents à l’atterrissage (environ 50 %) qu’au décollage et en vol, mais la gravité en est généralement moindre : 
- Au décollage et en vol, collision ou chute sont responsables de traumatisme à haute énergie en position assise. On observe plus de traumatisme du rachis que des membres inférieurs. En outre, quasi tous les décès appartiennent à cette phase de vol.
- À l’atterrissage, il s’agit souvent d’imprécision, de mauvaise réception ou décrochage près du sol. Le choc est à basse énergie et les jambes sont plus exposées car souvent préparées à l’amorti.

## Pratiquer en France

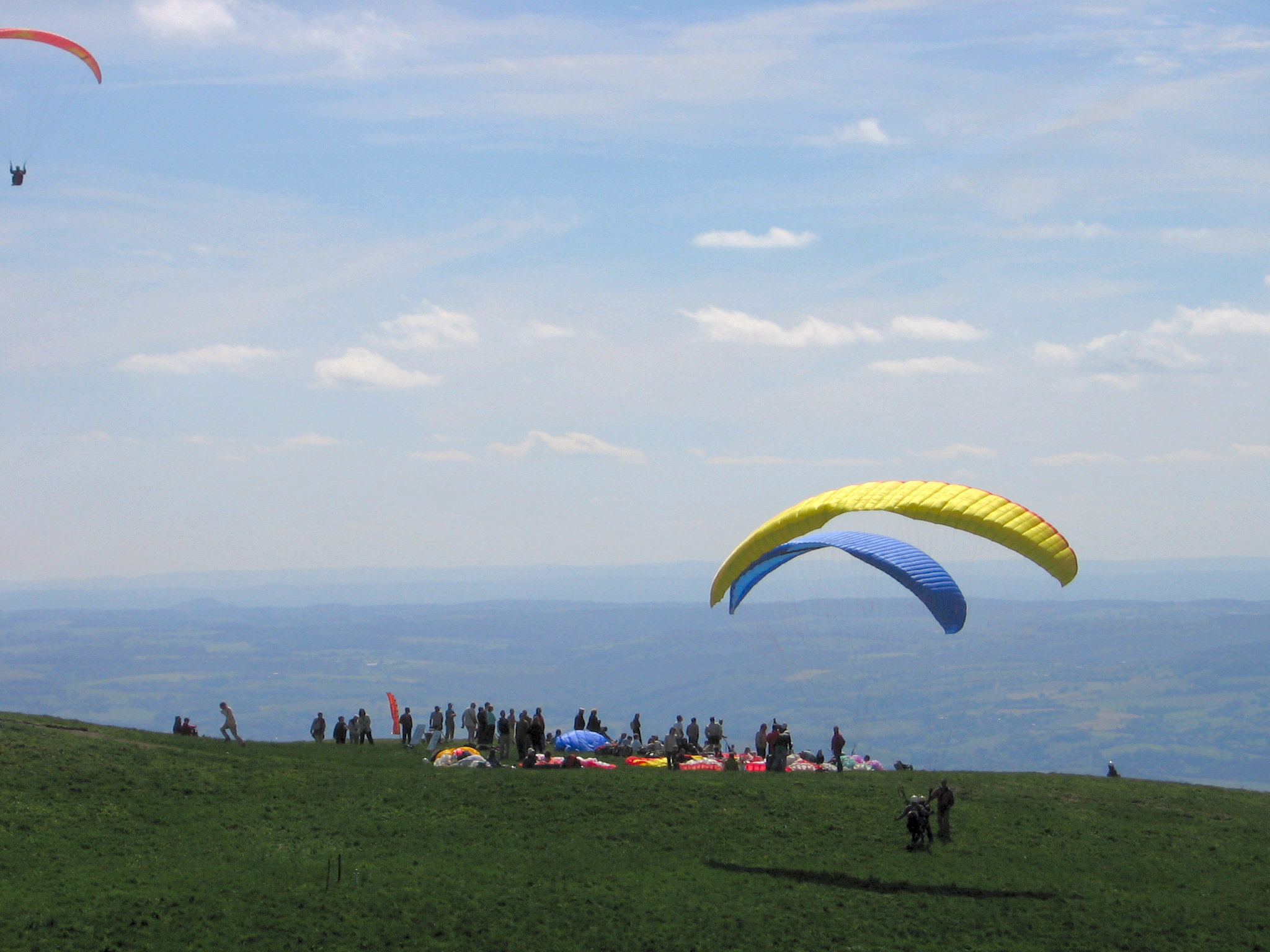
Parapentistes au sol.

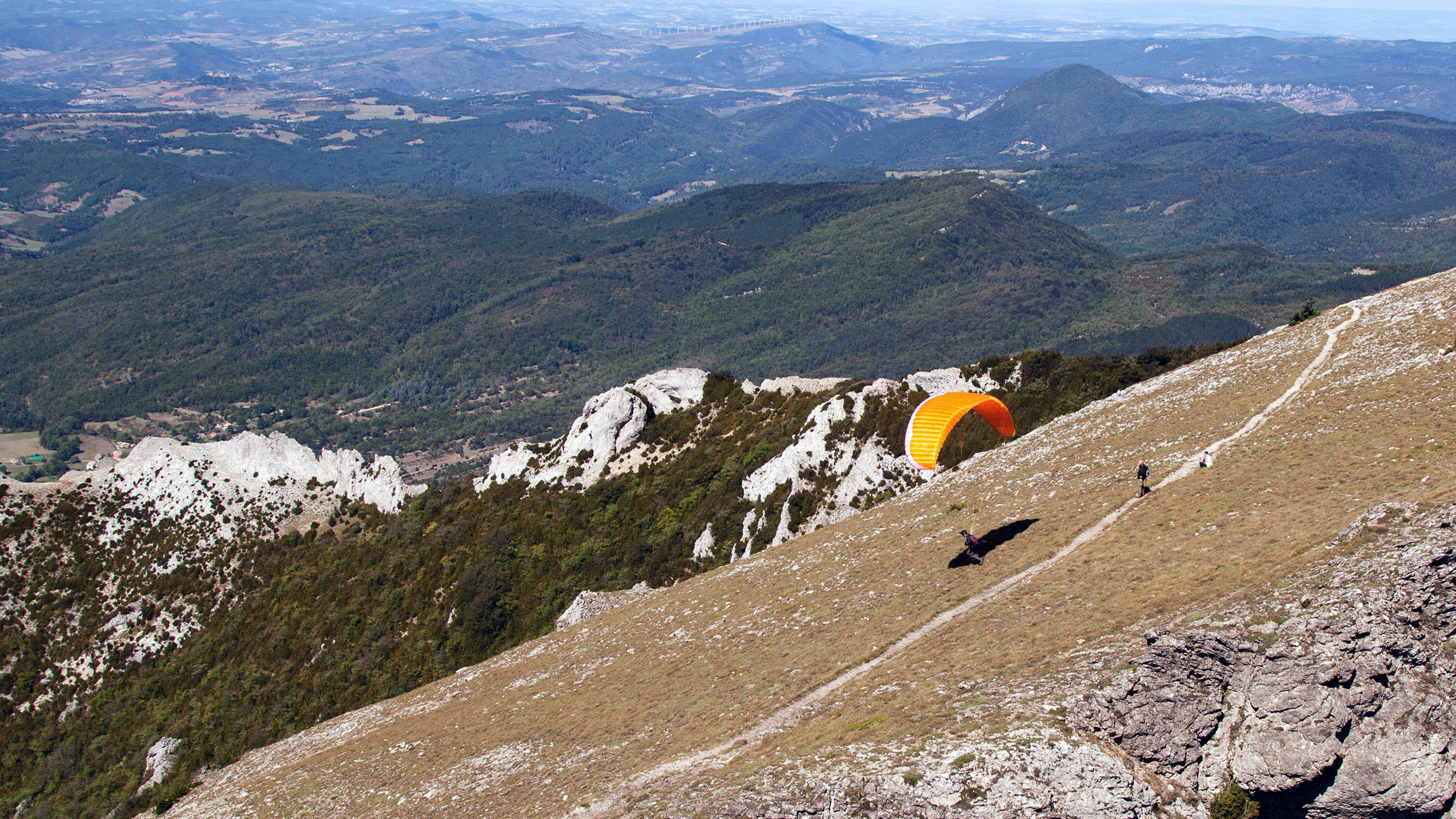
Décollage sur le Pech de Bugarach dans l'Aude.

Pour voler seul, il faut obligatoirement :
- une assurance en responsabilité civile couvrant le vol libre,
- l'autorisation du propriétaire du terrain de décollage, ainsi que celle du propriétaire du terrain d'atterrissage prévu,
- l'avis (consultatif) du maire des communes survolées.

À noter que le vol-rando est autorisé alors qu'en montagne, il est techniquement impossible d'obtenir l'autorisation du propriétaire du terrain de décollage. En outre, l'atterrissage d'urgence est autorisé partout en France.
Le brevet de pilote n'est pas obligatoire, ce qui permet de poursuivre sa formation jusqu'à l'autonomie et au-delà simplement au sein d'un club. Néanmoins, il est fortement conseillé (pour sa propre sécurité et celle des autres) de se former complètement au sein d'une école.
Les écoles de parapente labellisées FFVL EFVL (école française de vol libre) proposent des stages d'initiation avec différentes possibilités en fonction des objectifs : autonomie, découverte ou vol biplace occasionnel.
Pour effectuer un vol biplace, il y a peu de contraintes pour les passagers :
- les enfants peuvent être passagers ;
- il n'est pas besoin d'être en bonne condition physique ;
- une personne à mobilité réduite peut prendre place dans un parapente.

## Records
| Type de vol                             | Record du/de  | Distance parcourue | Date du vol      | Lieu du vol | Pilote                                                                      | Voile utilisée        |
| --------------------------------------- | ------------- | ------------------ | ---------------- | --- | --------------------------------------------------------------------------- | --------------------- |
| Distance en ligne droite                | Monde         | 609,9 km           | 20 juin 2021     | Del Rio, Texas ( États-Unis)                                                                                         | Sébastien Kayrouz ( États-Unis)                                             | Ozone Enzo 3          |
| Distance en ligne droite                | Monde         | 582 km             | 10 octobre 2019  | Tacima ( Brésil) | Rafael de Moraes Barros, Rafael Monteiro Saladini, Marcelo Prieto ( Brésil) | Ozone Enzo 3          |
| Distance en ligne droite                | Monde         | 564 km             | 13 octobre 2016  | Tacima ( Brésil) | Samuel Nascimento, Rafael Saladini, Donizete Lemos ( Brésil)                |                       |
| Distance en ligne droite                | Monde         | 513 km             | 9 octobre 2015   | Tacima ( Brésil) | Frank Brown, Marcelo Prieto, Donizete Lemos ( Brésil)                       |                       |
| Distance en ligne droite                |               | 502,9 km           | 14 décembre 2008 | De la Boca do inferno ( Afrique du Sud) au Lesotho,                                                                  | Nevil Hulett ( Afrique du Sud )                                             | MacPara Magus 6 proto |
| Distance en ligne droite                | France        | 464,31             | 23 avril 2024    | De Notre-Dame-de-la-Mer (78) (anciennement Jeufosse) à Douville ( France)                                            | Honorin Hamard ( France)                                                    | Ozone Enzo 3          |
| Distance en ligne droite                |               | 461,8 km           | 14 novembre 2007 | Quixada ( Brésil) | Frank Brown, Marcelo Prieto, Rafael Saldini (1) ( Brésil)                   | SOL Tracer proto      |
| Distance en ligne droite                | France        | 417,03 km          | 12 mai 2019      | De Chamery (51) à Tarnac ( France)                                                                                   | Frédéric Delbos ( France)                                                   | Ozone Enzo 2          |
| Distance en ligne droite                | France        | 411,30 km          | 1er mai 2016     | De la Côte des Deux-Amants (près de Rouen) jusqu'à La Croisille-sur-Briance (vers Limoges) ( France),                | Martin Morlet ( France)                                                     | Ozone Enzo 2          |
| Distance en ligne droite                | Europe        | 429,20 km          | 29 juin 2015     | De Fastiv (près de Kiev) à Myrne (près d'Odessa)                                                                     | Bogdan Bazyuk ( Ukraine)                                                    | Gradient Aspen 5      |
| Distance en ligne droite                |               | 368,9 km           | 7 décembre 2006  | de Vosburg ( Afrique du Sud) à Jamestown ( Afrique du Sud)                                                           | Urban Valic et Aljaz Valic ( Slovénie)                                      | MacPara Magus 2S      |
| Distance en ligne droite                |               | 335 km             | 28 juillet 2008  | Depuis les environs de Brno ( République tchèque) à proximité de Nuremberg ( Allemagne)                              | Karel Vejchodský ( République tchèque)                                      | Gradient Avax XC2     |
| Distance en ligne droite                |               | 328 km             | 22 juin 2009     | de Jeufosse (près de Paris) jusqu'à Fontenay-le-Comte (près de La Rochelle) ( France),                               | Franck Arnaud ( France)                                                     | Axis Mercury          |
| Distance en ligne droite                |               | 326 km             | 22 juillet 2012  | de Bar-sur-Aube (près de Troyes) jusqu'à Puychaumeix (près de Limoges) ( France)                                     | Martin Morlet ( France)                                                     | Ozone Mantra R11      |
| Distance avec un point de contournement |               | 323 km             | 6 mai 2011       | du col de Bleyne dans les Alpes-Maritimes à Martigny en Suisse,. C'est un vol mémorable, mais ce n'est pas un record | Luc Armant ( France)                                                        | Ozone - Mantra R11    |
| Distance en ligne droite                | Monde féminin | 325 km             | 14 novembre 2009 | Quixada ( Brésil),                                                                                                   | Kamira Pereira ( Brésil)                                                    | SOL Tracer            |
| Distance en ligne droite                |               | 320 km             | 8 novembre 2009  | Quixada ( Brésil),                                                                                                   | Kamira Pereira ( Brésil)                                                    | SOL Tracer            |
| Distance en ligne droite                |               | 305 km             | 10 mai 2005      | de Jeufosse (près de Paris) jusqu'à Redon (près de Nantes) ( France)                                                 | Julien Dauphin ( France)                                                    | Gradient Avax RSE     |
| Distance en ligne droite                |               | 302,9 km           | 18 novembre 2005 | Quixada ( Brésil) | Petra Krausova ( République tchèque)                                        | MacPara Magus 4       |
| Distance en triangle                    | Monde         | 329,3 km           | 17 juillet 2016  | Col Agnel ( France)                                                                                                  | Honorin Hamard ( France)                                                    | Ozone Enzo 3          |
| Distance en triangle                    | Monde         | 302,2 km           | 17 juillet 2014  | Col du Galibier - Pic de la Lauzière - Col du Rousset - Risoul ( France),                                            | Jacques Fournier ( France)                                                  | Ozone Enzo 2          |
| Distance en aller-retour                |               | 259,7 km           | 20 juillet 2006  | Soriška Planina ( Slovénie)                                                                                          | Aljaz Valic ( Slovénie)                                                     | MacPara Magus         |
| Distance en triangle                    |               | 237,1 km           | 10 août 2003     | Pralognan-la-Vanoise - Fort du Saint-Eynard - Tête du Parmelan - Pralognan-la-Vanoise ( France)                      | Pierre Bouilloux ( France)                                                  | Gin Boomerang         |

(1) Les pilotes ont réalisé le vol ensemble (ex. : 1 vol, 3 ailes, 3 pilotes)
| Type de vol                   | Vitesse moyenne | Date du vol     | Lieu du vol                    | Pilote                      | Voile utilisée        |
| ----------------------------- | --------------- | --------------- | ------------------------------ | --------------------------- | --------------------- |
| Triangle plat de 25 km (FAI)  | 41,15 km/h      | 23 juillet 2006 | Aiguebelette ( France)         | Charles Cazaux ( France)    | Gin Boomerang 4 proto |
| Triangle plat de 50 km (FAI)  | 36,07 km/h      | 26 juillet 2006 | St Hilaire du Touvet ( France) | Charles Cazaux ( France)    | Gin Boomerang 4 proto |
| Triangle plat de 100 km (FAI) | 25,5 km/h       | 12 juin 2006    | Soriška Planina ( Slovénie)    | Primoz Susa ( Slovénie)     | Gradient Avax RS      |
| Triangle plat de 200 km (FAI) | 23,50 km/h      | 19 juin 2000    | Stubnerkogel ( Autriche)       | Klaus Heimhofer ( Autriche) | Gin Boomerang         |
| Aller-retour de 100 km (FAI)  | 34,75 km/h      | 3 juillet 2004  | Drazgoska Gora ( Slovénie)     | Gasper Prevc ( Slovénie)    | Gradient Avax RSE     |
| Aller-retour de 200 km (FAI)  | 28,8 km/h       | 12 juin 2003    | Soriška Planina ( Slovénie)    | Primoz Susa ( Slovénie)     | Gradient Avax RSE     |

| Gain d’altitude | Date du vol    | Lieu du vol                 | Pilote                         | Voile utilisée        |
| --------------- | -------------- | --------------------------- | ------------------------------ | --------------------- |
| 4 526 m (FAI)   | 6 janvier 1993 | Brandvlei ( Afrique du Sud) | Robbie Whittall ( Royaume-Uni) | Firebird Navajo Proto |

| Altitude | Date du vol     | Lieu du vol                                 | Pilote                      | Voile utilisée |
| -------- | --------------- | ------------------------------------------- | --------------------------- | -------------- |
| 9 946 m  | 14 février 2007 | Manilla (Nouvelle-Galles du Sud, Australie) | Ewa Wiśnierska ( Allemagne) | swing          |

| Altitude | Date du vol     | Lieu du vol                      | Pilote                   | Voile utilisée |
| -------- | --------------- | -------------------------------- | ------------------------ | -------------- |
| 8 407 m  | 18 juillet 2021 | Broad Peak (Karakoram, Pakistan) | Antoine Girard ( France) |                |

Pour ce qui concerne la durée de vol, le record n'existe plus. En effet, dans des régions où le vent souffle presque en continu, la performance des ailes actuelles permet de se maintenir en l'air en n'étant limité que par le sommeil d'où un risque trop important d'accident.
Le record d'infinity tumbling est détenu par le pilote américain Max Marien, qui a effectué 374 tours le 11 septembre 2012. Il a pour cela sauté d'un hélicoptère dans la région de San Diego en Californie, à seulement 4 830 mètres d'altitude. L'aile utilisée pour ce record est un U-Turn Thriller 2k12 18.
Le record précédent, détenu par Hernan Pitocco, était de 286 tours, largué par un avion à 6 400 mètres d'altitude, dans la région de Córdoba en Argentine.